# Juicio Final

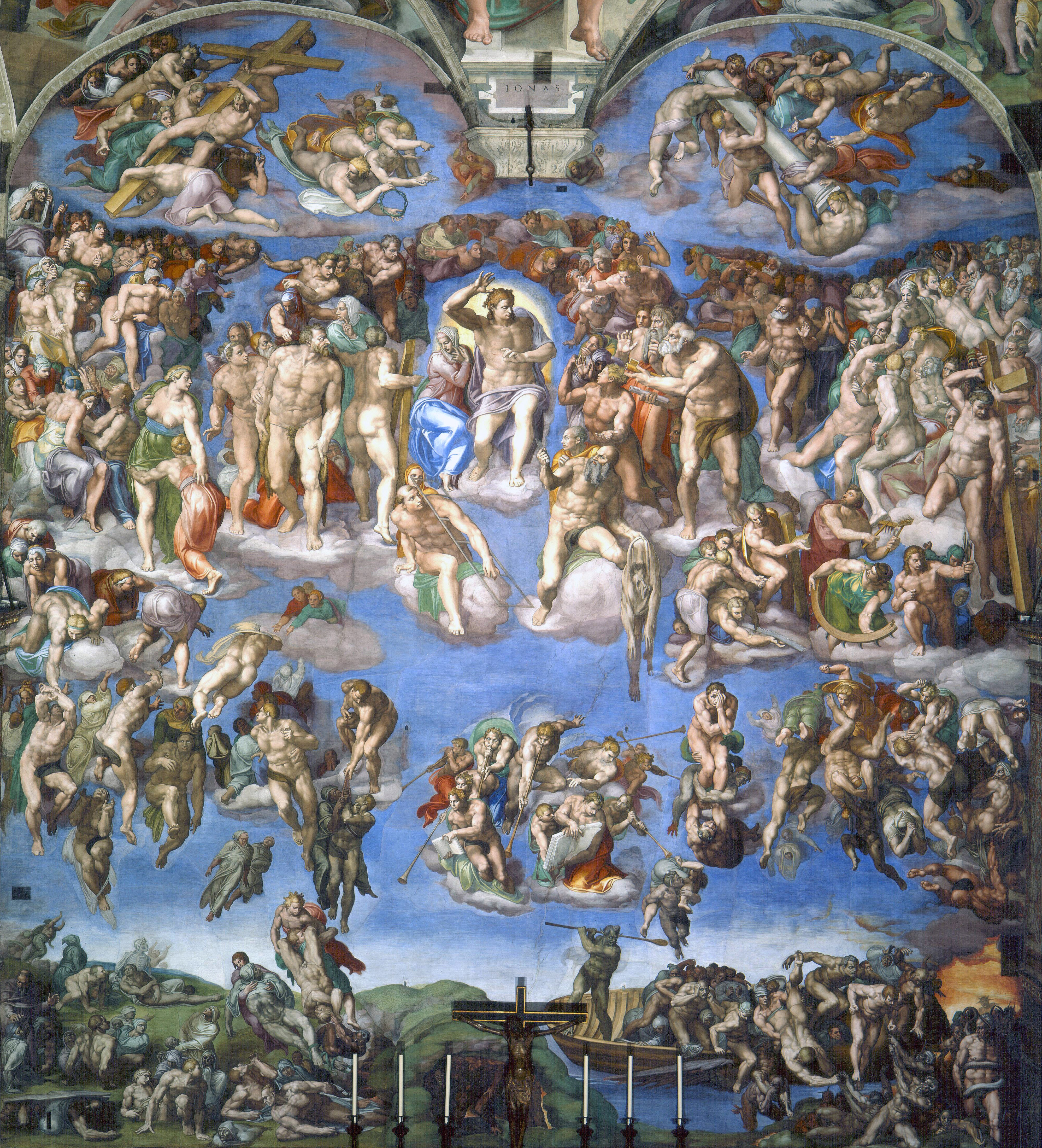
El Juicio Final, de Miguel Ángel (1537-1541), en la Capilla Sixtina.

Juicio Final, Juicio Universal o Día del Juicio Final son expresiones que definen una visión religiosa del fin de la humanidad o fin de los tiempos (es decir, la Escatología): la que concibe este como un juicio que decidirá el destino final de cada uno para toda la eternidad. La utilización de las mayúsculas para escribir estas expresiones se debe a su contexto religioso.
La creencia en un juicio colectivo o Juicio Final dictado a la conclusión de los tiempos apareció por primera vez consignada en el zoroastrismo, prefigurando las diversas escatologías posteriores del cristianismo, el judaísmo tardío y el islam.

## Textos bíblicos
- Según  Mateo (25; 31-46)

Cuando venga el Hijo del Hombre en su gloria y acompañado de todos los ángeles, se sentará entonces en el trono de su gloria, y serán reunidas ante él todas las gentes; y separará a los unos de los otros, como el pastor separa las ovejas de los cabritos, y pondrá las ovejas a su derecha, los cabritos en cambio a su izquierda. Entonces dirá el Rey a los que estén a su derecha: «Venid, benditos de mi Padre, tomad posesión del Reino preparado para vosotros desde la creación del mundo: porque tuve hambre y me disteis de comer; tuve sed y me disteis de beber; era peregrino y me acogisteis; 36estaba desnudo y me vestisteis, enfermo y me visitasteis, en la cárcel y vinisteis a verme». Entonces le responderán los justos: «Señor, ¿cuándo te vimos hambriento y te dimos de comer, o sediento y te dimos de beber?; ¿cuándo te vimos peregrino y te acogimos, o desnudo y te vestimos?, o ¿cuándo te vimos enfermo o en la cárcel y vinimos a verte?» Y el Rey, en respuesta, les dirá: «En verdad os digo que cuanto hicisteis a uno de estos mis hermanos más pequeños, a mí me lo hicisteis». Entonces dirá a los que estén a la izquierda: «Apartaos de mí, malditos, al fuego eterno preparado para el diablo y sus ángeles: porque tuve hambre y no me disteis de comer; tuve sed y no me disteis de beber; era peregrino y no me acogisteis; estaba desnudo y no me vestisteis, enfermo y en la cárcel y no me visitasteis». Entonces le replicarán también ellos: «Señor, ¿cuándo te vimos hambriento o sediento, peregrino o desnudo, enfermo o en la cárcel y no te asistimos?» Entonces les responderá: «En verdad os digo que cuanto dejasteis de hacer con uno de estos más pequeños, también dejasteis de hacerlo conmigo. Y éstos irán al suplicio eterno; los justos, en cambio, a la vida eterna

### Comentarios de la Iglesia católica
Las tres parábolas precedentes: Parábola del siervo fiel Mateo (24,42-51), Parábola de las diez vírgenes (25,1-13) y la Parábola de los talentos (25,14-30), enlazan a continuación con el anuncio del «juicio del Señor». Jesús presenta con toda su magnificencia y solemnidad  este Juicio Final, que hará pasar a todos, personas y cosas en el orden de la justicia divina. La Tradición cristiana le da el nombre de Juicio Final, para distinguirlo del juicio particular donde cada uno tendrá que pasar inmediatamente después de la muerte: 

Entonces, se pondrán a la luz la conducta de cada uno y el secreto de los corazones. Entonces será condenada la incredulidad culpable que ha tenido en nada la gracia ofrecida por Dios. La actitud con respecto al prójimo revelará la acogida o el rechazo de la gracia y del amor divino

Todas los aspectos enumerados —dar de comer, dar de beber, vestir, visitar— son obras de amor cristiano cuando al hacerlas a estos «pequeños» se ve en ellos al mismo Jesús. Por esto es importante ejercitar las obras de misericordia —tanto las corporales como las espirituales— recomendadas por la Iglesia y también la importancia que tiene el pecado de omisión:

«Acá solas estas dos que nos pide el Señor; amor de Su Majestad y del prójimo; es en lo que hemos de trabajar. Guardándolas con perfección, hacemos su voluntad (…) La más cierta señal que —a mi parecer— hay de si guardamos estas dos cosas, es guardando bien la del amor del prójimo; porque si amamos a Dios no se puede saber (aunque hay indicios grandes para entender que le amamos), mas el amor del prójimo, sí. Y estad ciertas que mientras más en éste os viereis aprovechadas, más lo estáis en el amor de Dios; porque es tan grande el que Su Majestad nos tiene, que en pago del que tenemos a el prójimo, hará que crezca el que tenemos a Su Majestad por mil maneras; en esto yo no puedo dudar» 

## Judaísmo
En el judaísmo, la creencia en el juicio final se sustenta en varios pasajes bíblicos (de la Biblia hebrea o Tanaj), como el relativo al Valle de Josafat (Yehoshaphat, que significa en hebreo "Yahve juzga"):

1 Porque he aquí que en aquellos días, y en aquel tiempo en que haré volver la cautividad de Judá y de Jerusalén,
2 reuniré a todas las naciones, y las haré descender al valle de Josafat, y allí entraré en juicio con ellas a causa de mi pueblo, y de Israel mi heredad, a quien ellas esparcieron entre las naciones, y repartieron mi tierra;
3 y echaron suertes sobre mi pueblo, y dieron los niños por una ramera, y vendieron las niñas por vino para beber.
Joel, 3.

Ezequiel refiere un Innominado valle "que estaba lleno de huesos":

5 Así ha dicho Yahveh el Señor a estos huesos: He aquí, yo hago entrar espíritu en vosotros, y viviréis.
6 Y pondré tendones sobre vosotros, y haré subir sobre vosotros carne, y os cubriré de piel, y pondré en vosotros espíritu, y viviréis; y sabréis que yo soy Yahveh.

7 Profeticé, pues, como me fue mandado; y hubo un ruido mientras yo profetizaba, y he aquí un temblor; y los huesos se juntaron cada hueso con su hueso.
8 Y miré, y he aquí tendones sobre ellos, y la carne subió, y la piel cubrió por encima de ellos; pero no había en ellos espíritu.
9 Y me dijo: Profetiza al espíritu, profetiza, hijo de hombre, y di al espíritu: Así ha dicho Yahveh  el Señor: Espíritu, ven de los cuatro vientos, y sopla sobre estos muertos, y vivirán.
Ezequiel 37.

En otros pasajes se dan enigmáticos cálculos sobre cuándo llegará ese "tiempo del fin":

12  En aquel tiempo se levantará Miguel, el gran príncipe que está de parte de los hijos de tu pueblo; y será tiempo de angustia, cual nunca fue desde que hubo gente hasta entonces; pero en aquel tiempo será libertado tu pueblo, todos los que se hallen escritos en el libro.
2 Y muchos de los que duermen en el polvo de la tierra serán despertados, unos para vida eterna, y otros para vergüenza y confusión perpetua.
3 Los entendidos resplandecerán como el resplandor del firmamento; y los que enseñan la justicia a la multitud, como las estrellas a perpetua eternidad.
4 Pero tú, Daniel, cierra las palabras y sella el libro hasta el tiempo del fin. Muchos correrán de aquí para allá, y la ciencia se aumentará.
(...)
7 Y oí al varón vestido de lino, que estaba sobre las aguas del río, el cual alzó su diestra y su siniestra al cielo, y juró por el que vive por los siglos, que será por tiempo, tiempos, y la mitad de un tiempo. Y cuando se acabe la dispersión del poder del pueblo santo, todas estas cosas serán cumplidas.
8 Y yo oí, mas no entendí. Y dije: Señor mío, ¿cuál será el fin de estas cosas?
9 El respondió: Anda, Daniel, pues estas palabras están cerradas y selladas hasta el tiempo del fin.
10 Muchos serán limpios, y emblanquecidos y purificados; los impíos procederán impíamente, y ninguno de los impíos entenderá, pero los entendidos comprenderán.
11 Y desde el tiempo que sea quitado el continuo sacrificio hasta la abominación desoladora, habrá mil doscientos noventa días.
12 Bienaventurado el que espere, y llegue a mil trescientos treinta y cinco días.
Daniel, 12.

## Cristianismo

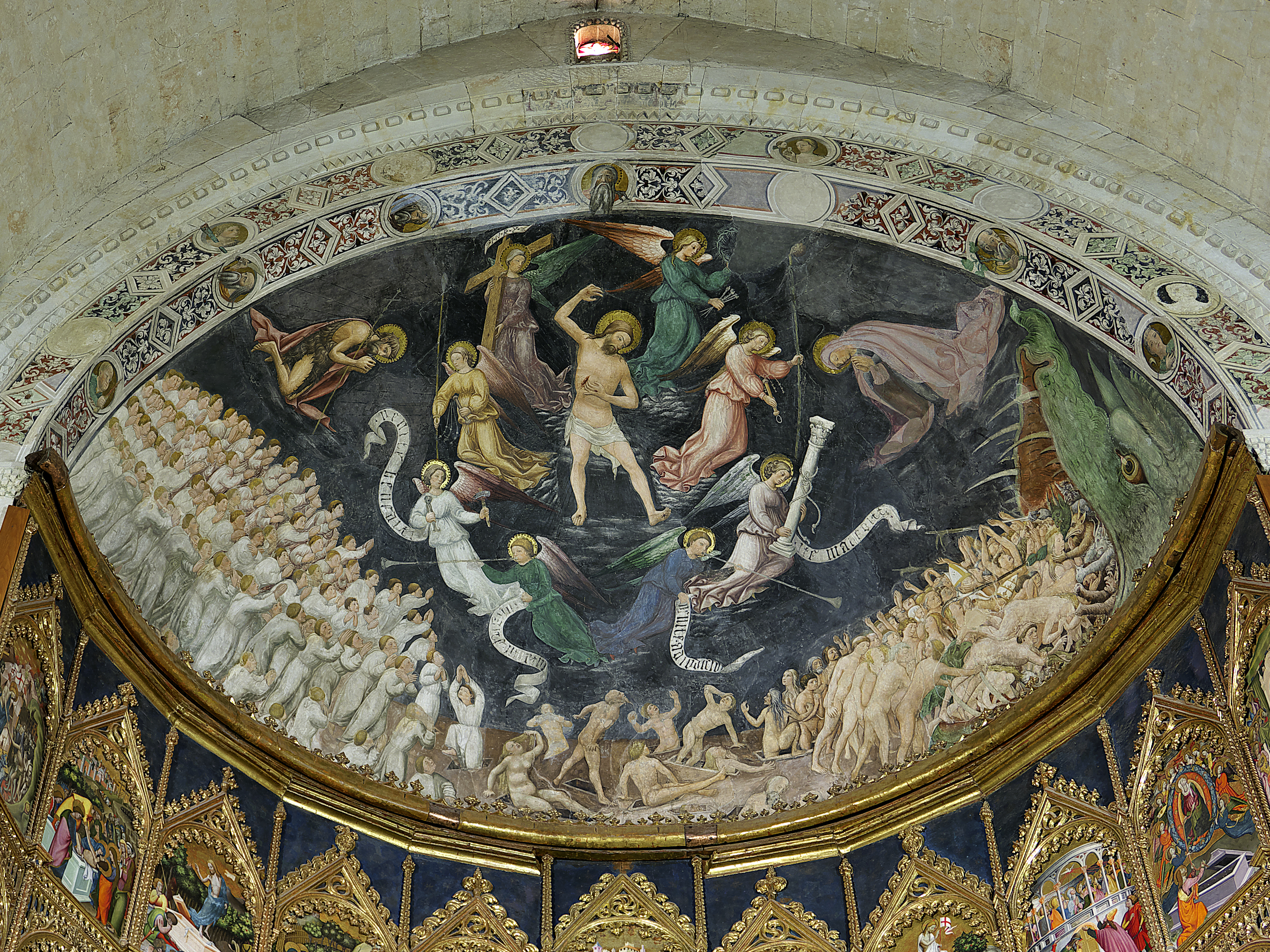
El Juicio Final, pintura mural que se atribuye a Niccoló Delli, ubicada en la semibóveda del ábside central de la Catedral Vieja de Salamanca

Según la escatología cristiana, en el día del Juicio Final, tras la segunda venida de Jesucristo y la resurrección de la carne, toda la humanidad será juzgada según sus obras.
Entre los textos neotestamentarios que describen ese momento están el Evangelio de Mateo (cp. 24 y 25), el Evangelio de Marcos (cp. 13), el Evangelio de Lucas (cps. 17 y 21) y el Apocalipsis. Sea o no el autor de este último texto el mismo que el del Evangelio de San Juan, sí parecen estar relacionados ambos en su interés por la ampliación de la concepción escatológica propia del cristianismo primitivo: si el Evangelio de Juan comienza con un principio en el Verbo (el "Logos"), en el Apocalipsis (20, 7-15) se describen el Juicio Final y la llegada de la Nueva Jerusalén. No obstante, la lectura del libro del Apocalipsis se realizaba originariamente como la esperanza de un cristiano en la caída de Roma y en el final de la persecución contra los primeros cristianos. Su inclusión en los libros canónicos supuso el cambio de interpretación, pasando de ser profético a ser también alegórico. 

11 Y vi un gran trono blanco y al que estaba sentado en él, de delante del cual huyeron la tierra y el cielo, y ningún lugar se encontró para ellos.
12 Y vi a los muertos, grandes y pequeños, de pie ante Dios; y los libros fueron abiertos, y otro libro fue abierto, el cual es el libro de la vida; y fueron juzgados los muertos por las cosas que estaban escritas en los libros, según sus obras.
13 Y el mar entregó los muertos que había en él; y la muerte y el Hades entregaron los muertos que había en ellos; y fueron juzgados cada uno según sus obras.
14 Y la muerte y el Hades fueron lanzados al lago de fuego. Esta es la muerte segunda.
15 Y el que no se halló inscrito en el libro de la vida fue lanzado al lago de fuego.

En la Epístola a los Romanos (2:5-11) se utilizan las expresiones Día de la Ira y Juicio de Dios (no debe confundirse con ordalía):

5 Pero por tu dureza y por tu corazón no arrepentido, atesoras para ti mismo ira para el día de la ira y de la revelación del justo juicio de Dios,
6 el cual pagará a cada uno conforme a sus obras:
7 vida eterna a los que, perseverando en bien hacer, buscan gloria y honra e inmortalidad,
8 pero ira y enojo a los que son contenciosos y no obedecen a la verdad, sino que obedecen a la injusticia;
9 tribulación y angustia sobre todo ser humano que hace lo malo, el judío primeramente y también el griego,
10 pero gloria y honra y paz a todo el que hace lo bueno, al judío primeramente y también al griego;
11 porque no hay acepción de personas para con Dios.

### Comentario al Apocalipsis
El Comentario al Apocalipsis de Beato de Liébana (786) fue un libro particularmente difundido en la cristiandad latina de los siglos finales de la Alta Edad Media (los ejemplares llamados Beatos), no solo por su texto, sino por sus imágenes.

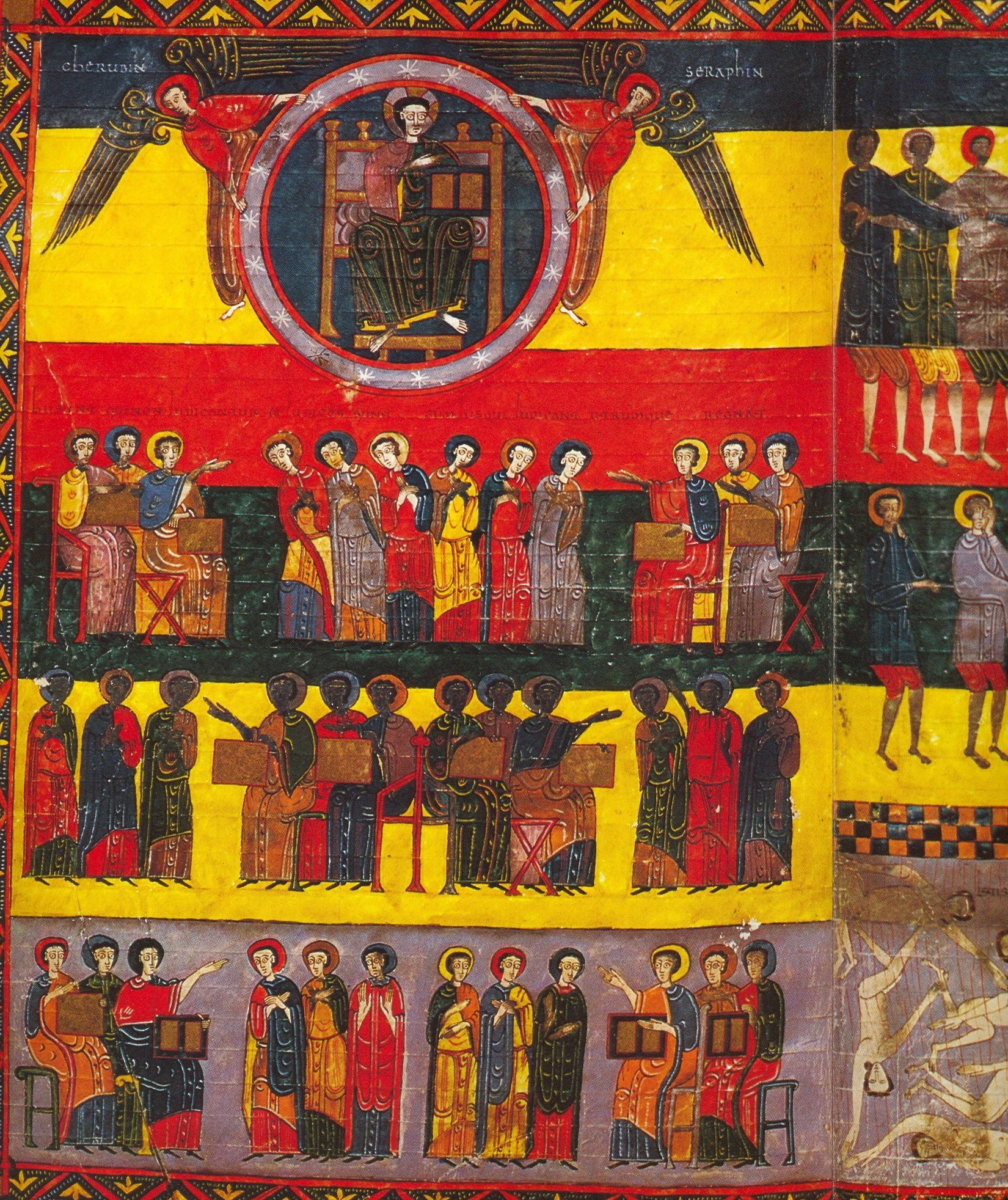
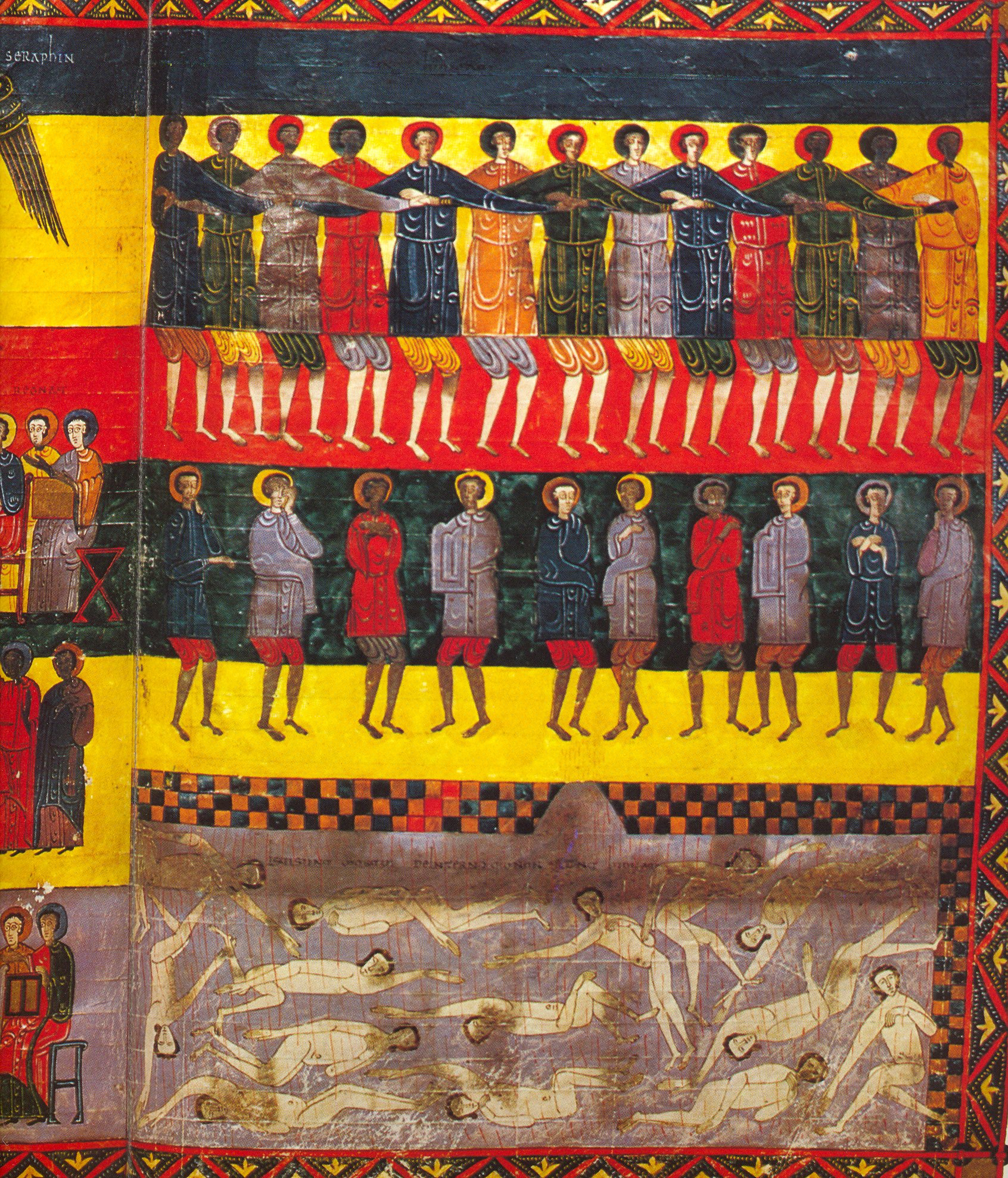

### Signos del Juicio Final
Hipótesis del juicio final. La obra de Beato no fue la única sobre el tema. Gonzalo de Berceo compuso Los Signos que aparecerán antes del Juicio Final, siguiendo la lectura de San Jerónimo sobre el Apocalipsis, y la tradición de poemas y textos latinos (Pedro Damián, Hildeberto de Tours, Pedro Comestor, Alain de Lille, Bonvesin de la Riva) que interpretan hasta quince signos, tras los cuales:

El postremero día, como dice el profeta,
el ángel pregonero sonará la corneta;
oírlo han los muertos, quisque en su causeta,
correrán al Judicio quisque con su maleta.

### Iglesia católica
De acuerdo con la Iglesia católica, el Juicio Final sucederá cuando haya ocurrido la resurrección general y la segunda venida de Cristo:

1038 La resurrección de todos los muertos, "de los justos y de los pecadores" (Hch 24, 15), precederá al Juicio final. Esta será "la hora en que todos los que estén en los sepulcros oirán su voz [...] y los que hayan hecho el bien resucitarán para la vida, y los que hayan hecho el mal, resucitarán para la condenación" (Jn 5, 28-29). Entonces, Cristo vendrá "en su gloria acompañado de todos sus ángeles [...] Serán congregadas delante de él todas las naciones, y él separará a los unos de los otros, como el pastor separa las ovejas de las cabras. Pondrá las ovejas a su derecha, y las cabras a su izquierda [...] E irán éstos a un castigo eterno, y los justos a una vida eterna." (Mt 25, 31. 32. 46).

1040 El Juicio final sucederá cuando vuelva Cristo glorioso.

### Mormonismo
La Iglesia de Jesucristo de los Santos de los Últimos Días cree que todos los muertos (quienes moran en el mundo de los espíritus) recibirán instrucciones y conocimiento, y la oportunidad de recibir las ordenanzas del evangelio si las desean, antes del juicio final y la resurrección. En el día del juicio final los justos serán recompensados.

El Gran Padre del universo vela por toda la familia humana con paternal cuidado y consideración; y sin ninguno de estos sentimientos mezquinos que influyen en los ... hombres, ...es un sabio Legislador, y juzgará a todos los hombres, no de acuerdo con las estrechas y contraídas ideas de los hombres, sino 'lo que hubiere hecho por medio del cuerpo, ahora sea bueno o malo', sea que se hagan estas cosas en Inglaterra, América, España, Brasil o Portugal, Turquía o la India. Juzgará al hombre 'por lo que tiene, no por lo que no tiene', y los que hayan vivido sin ley, serán juzgados sin ley; y los que tuvieren una ley, serán juzgados por esa ley.... El (Gran Yavé) impartirá juicio y misericordia a todas las naciones de conformidad con lo que respectivamente merezcan: sus maneras de obtener inteligencia, las leyes por medio de las cuales se gobernaron, las facilidades que se les dieron para obtener información correcta y sus inescrutables propósitos con relación a la familia humana.
Joseph Smith.

## Islam
El Día del Juicio (Yaum al-Qiyāmah -"Día de la Resurrección"- o al-sā'ah -"la Hora"-, en el árabe coránico) se describe en diversos pasajes del Corán y los hadices.

¡Señor nuestro! Es verdad que vas a reunir a los hombres en un día sobre el que no hay duda.
Allah no falta a la promesa.
Sura 3 (de la familia de Imran), 9.

La sura 82 (de la hendidura) lo denomina Día de la Retribución:

1 Cuando el cielo se hienda.
2 Cuando los astros se precipiten. 
3 Cuando los mares se mezclen. 
4 Cuando las tumbas sean revueltas. 
5 Cada alma sabrá lo que adelantó y lo que atrasó. 
6 ¡Hombre! ¿Qué te engañó apartándote de tu Señor, el Generoso? 
7 El que te creó, te conformó y te equilibró, 
8 dándote la forma que quiso. 
9 ¡Pero no! Negáis la veracidad de la Rendición de Cuentas. 
10 Cuando tenéis dos guardianes pendientes de vosotros, 
11 nobles escribas 
12 que saben lo que hacéis. 
13 Es cierto que los creyentes sinceros estarán en deleite. 
14 Y los farsantes estarán en un infierno [Yahim];
15 allí irán a abrasarse el Día de la Retribución. 
16 Y no podrán dejar de estar en él. 
17 Pero ¿cómo podrás entender qué es el Día de la Retribución? 
18 ¿Cómo podrás entender qué es el Día de la Retribución? 
19 Es el día en el que nadie podrá hacer nada por nadie. 
Y ese día el mandato será de Allah.

La sura anterior (del arrollamiento) también lo describe:

1 Cuando el sol, como un rollo, se pliegue. 
2 Cuando los astros caigan. 
3 Cuando las montañas echen a andar.
4 Cuando las camellas preñadas sean desatendidas. 
5 Cuando las fieras sean juntadas. 
6 Cuando los mares se desborden. 
7 Cuando las almas formen grupos
8 Cuando la niña enterrada viva sea preguntada 
9 por qué crimen la mataron 
10 Cuando las páginas sean desplegadas. 
11 Cuando el cielo sea arrancado.
12 Cuando el Yahim sea avivado. 
13 Cuando el Jardín sea acercado. 
14 Cada uno sabrá lo que presenta.

Al igual que los cristianos, los musulmanes creen que la vida presente es tan solo una prueba preparatoria para la próxima existencia, un examen para cada individuo; y que un día llegará en que el universo sea destruido por completo y que los muertos sean resucitados para el juicio de Dios, comenzando una vida que nunca terminará. En ese día, todas las personas serán recompensadas por Dios de acuerdo con sus creencias y acciones. Los musulmanes, que mueren creyendo la profesión de fe (shahada:  لا إله إلا الله محمد رسول الله Lā 'ilāha 'illā-llāhu Muhammad rasūlu-llāh -"No hay más dios que Alá y Mahoma es su profeta"-), serán recompensados con su admisión en el Paraíso (Yanna -"jardín"-), y los que mueran sin creer perderán el Paraíso por siempre y serán enviados al fuego del Infierno (Yahannam):

40 Es cierto que a los que tachan de mentira Nuestros signos y se muestran soberbios ante ellos, no se les abrirán las puertas del cielo, ni entrarán en el Jardín hasta que no pase el camello por el ojo de la aguja.
Así es como pagamos a los que hacen el mal. 
41 Tendrán un lecho de Yahannam y sobre él cobertores de fuego.
Así es como pagamos a los injustos.  
42 Y los que creen y practican las acciones de bien - y no obligamos a nadie sino en la medida de su capacidad - ellos son los compañeros del Jardín donde serán inmortales.  
43 Quitaremos el rencor que pueda haber en sus pechos, los ríos correrán a sus pies y dirán: Las alabanzas a Allah que nos ha guiado a esto, puesto que si Allah no nos hubiera guiado, nosotros jamás nos habríamos guiado; es cierto que los mensajeros de nuestro Señor vinieron con la verdad.
Y se les proclamará: Aquí tenéis el Jardín, lo habéis heredado por lo que hicisteis.
Sura 7 (al-Araf).

84 Di: Creemos en Allah y en lo que se ha hecho descender para nosotros y en lo que se hizo descender sobre Ibrahim, Ismail, Ishaq, Yaqub y las Tribus, así como lo que le fue dado a Musa, a Isa y a los profetas, procedente de su Señor; no excluimos a unos y aceptamos a otros y a Él estamos sometidos. 
85 Y quien desee otra práctica de Adoración que no sea el Islam. no le será aceptada y en la Última Vida será de los perdedores.  
86 ¿Cómo guiará Allah a unos que después de haber creído y de haber atestiguado la verdad del Mensajero y después de haberles llegado las pruebas claras han renegado?
Allah no guía a las gentes injustas.  
87 La recompensa de éstos será que la maldición de Allah, la de los ángeles y la de todos los hombres, caerá sobre ellos.  
88 Inmortales en ello, no se les aliviará el castigo ni se les aplazará.  
89 Salvo aquellos que se vuelvan atrás arrepentidos y se corrijan, pues es verdad que Allah es Perdonador, Compasivo.  
90 Ciertamente a los que han renegado después de haber creído y luego han persistido aumentando su incredulidad, no se les aceptará el arrepentimiento.
Ellos son los extraviados.  
91 El que se niegue a creer y muera siendo incrédulo no se le aceptará ningún rescate; aunque diera todo el oro que cabe en la tierra.
Esos tendrán un castigo doloroso y no habrá quien les auxilie.
Sura 3 (al-Imram)

## Otras religiones
Es muy habitual que las creencias religiosas incluyan algún concepto de retribución de las almas con algún tipo de juicio de los muertos o juicio de las almas que precede a algún tipo de vida de ultratumba o vida eterna.
Las religiones que manejan el concepto de reencarnación (metempsicosis), como el hinduismo, carecen de un Día del Juicio Universal para toda la humanidad; pero la determinación de cómo un individuo nace de nuevo es un juicio "particular" sobre los méritos de la vida justamente vivida (karma). Algunas variantes del budismo incluyen un marcado componente escatológico (con un "infierno" compartido con las creencias hinduistas y jainistas, el Naraka) y una creencia en la vuelta de un Buda como Maitreya, tras un periodo milenario de olvido de sus enseñanzas (dharma).

### Antiguo Egipto

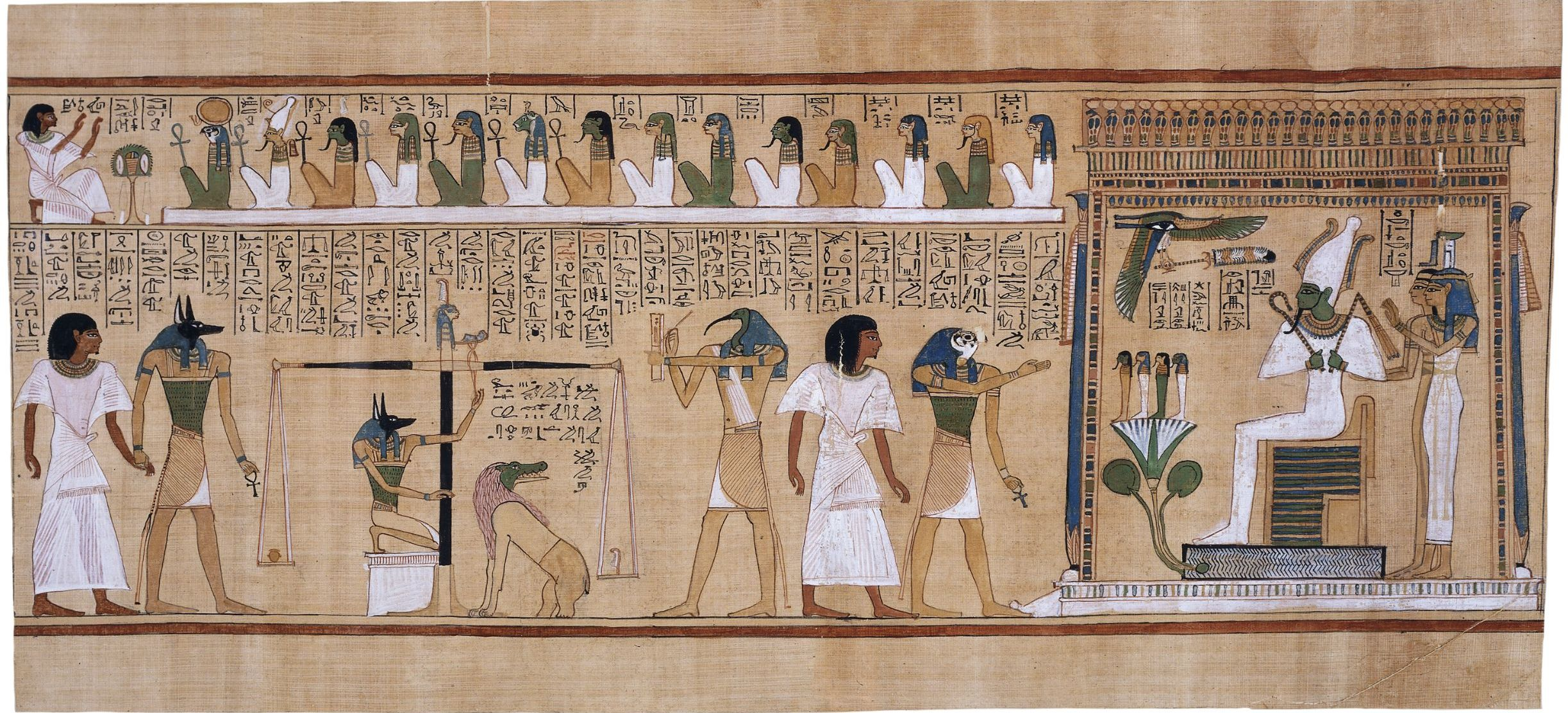
Fragmento del Libro de los Muertos de Hunefer.

### Antigua Grecia

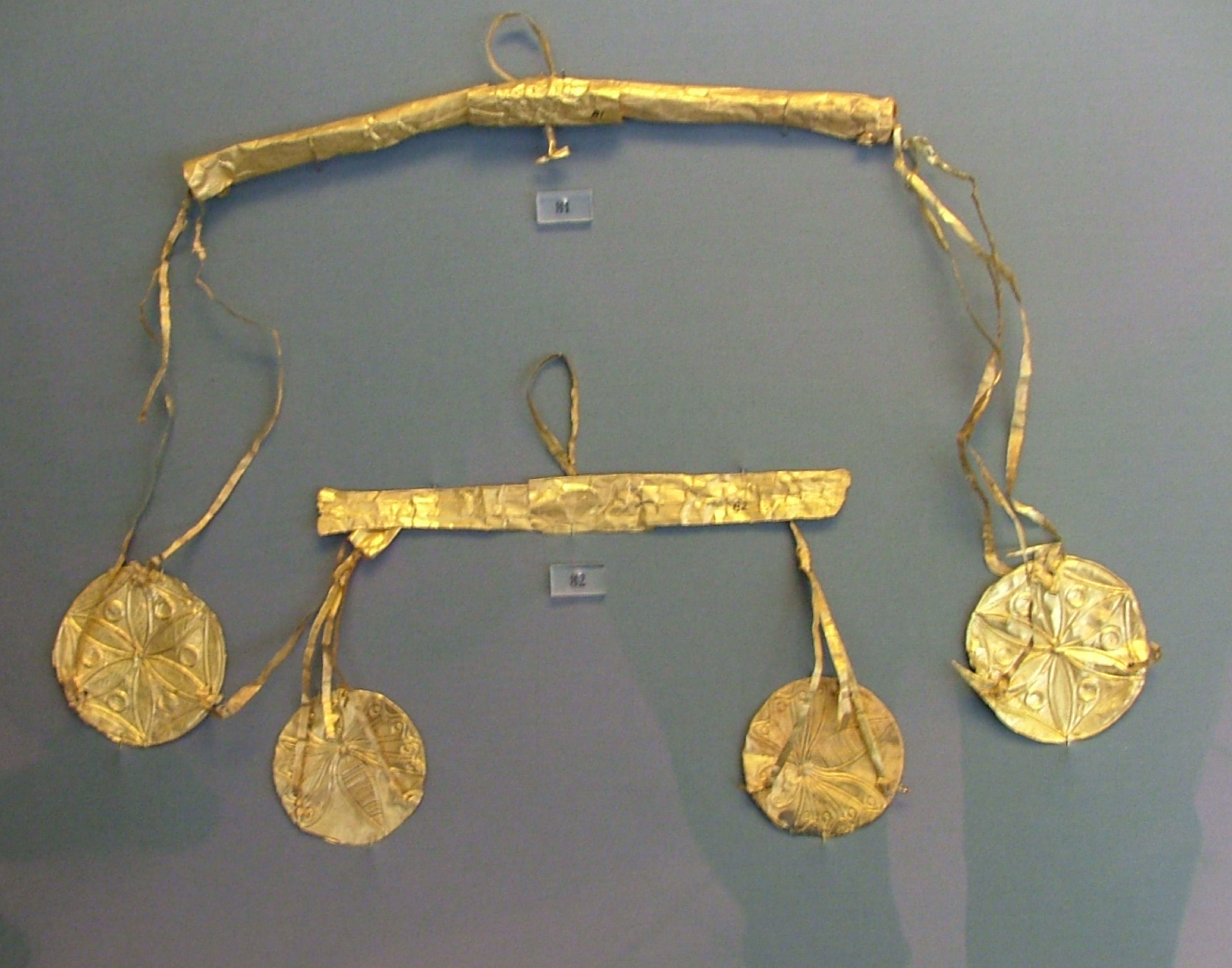
Balanzas de oro micénicas que parecen representar el peso del alma (simbolizada por la mariposa grabada en los discos).

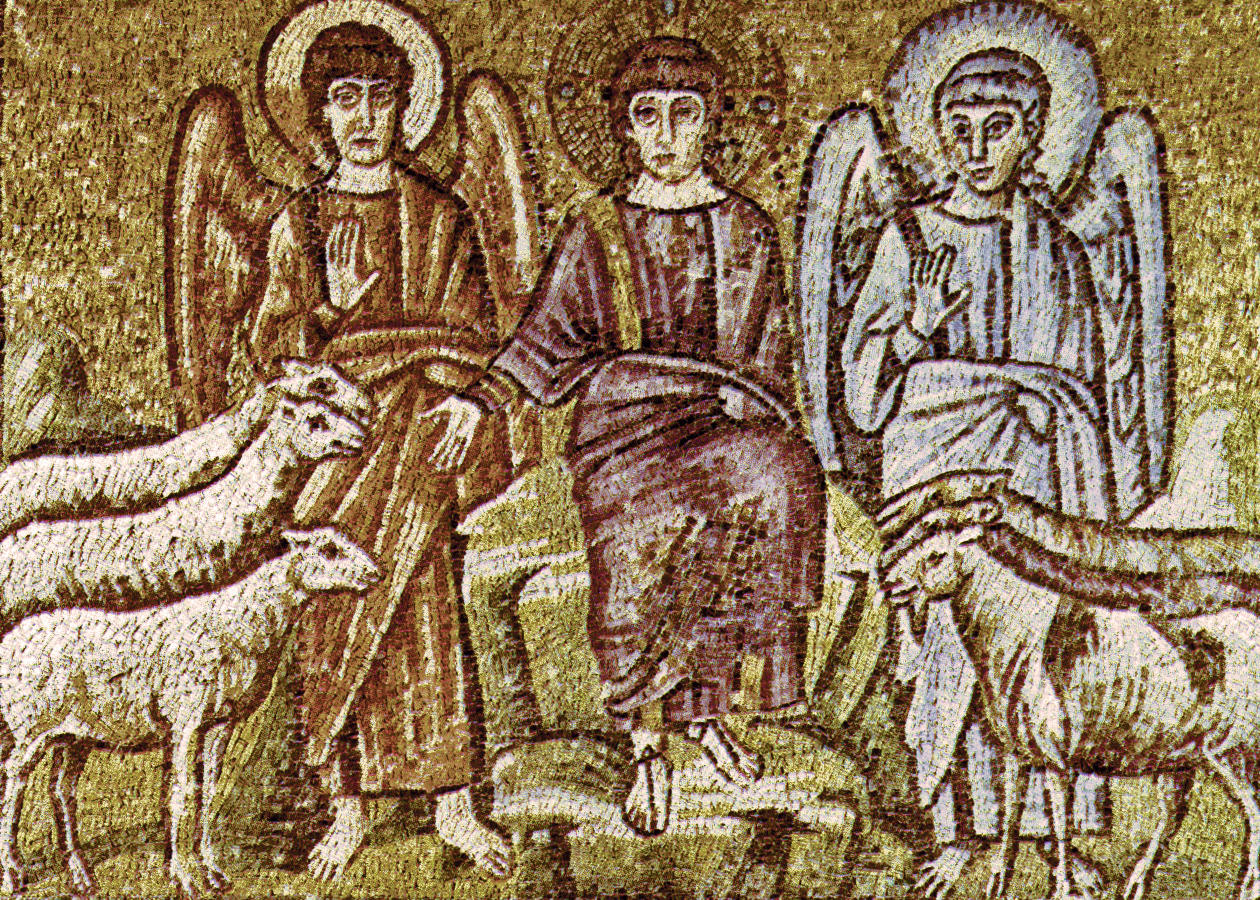
Cristo separa las ovejas de los cabritos, mosaico de principios del, inspirado en la parábola del juicio final. Basílica de San Apolinar el Nuevo, Rávena.

## Iconografía
El juicio final es un tema muy frecuente en el arte cristiano.
El arte paleocristiano se caracterizó por el fuerte componente simbólico, con lo que la representación del tema era menos literal que en el arte posterior. Así, en los mosaicos de San Apolinar el Nuevo de Rávena (siglo VI) se representa la parábola de las ovejas y los cabritos a la izquierda y derecha de Cristo (cuya iconografía —de influencia grecorromana— es todavía la de un hombre joven, anterior al Cristo barbado de origen sirio).
El arte bizantino posterior, cuya influencia estilística se extendió por toda la Europa oriental (incluso en las zonas católicas limítrofes), se caracterizó por la continuidad formalista y la estereotipación de las representaciones figurativas en iconos y mosaicos.
El arte de la Europa occidental tuvo una evolución histórica más dinámica: tras la época prerrománica en que los manuscritos iluminados (carolingios, hiberno-sajones o mozárabes —como los Beatos—) recogieron los modelos bizantinos, en el románico y el gótico se hizo muy común la representación del Juicio Final en frescos y relieves (especialmente en los tímpanos de los pórticos de las iglesias); en la pintura flamenca destacó el políptico de Van der Weyden, y en el renacimiento italiano el fresco del altar mayor de la Capilla Sixtina, de Miguel Ángel.
Arte bizantino

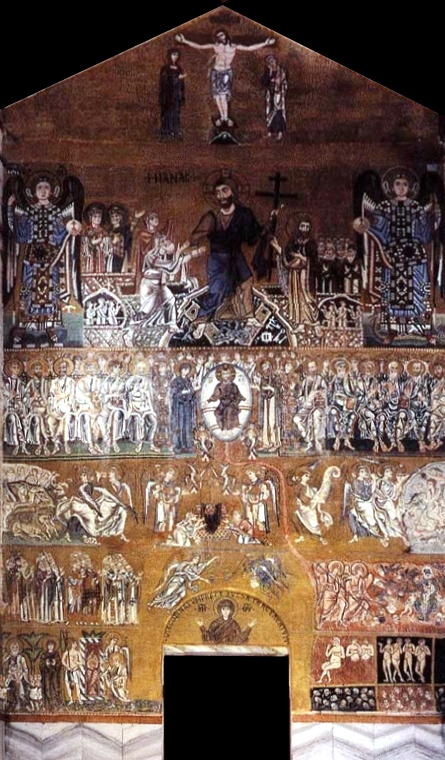
Mosaico de Santa Maria Assunta de Torcello (siglos XI o XII).
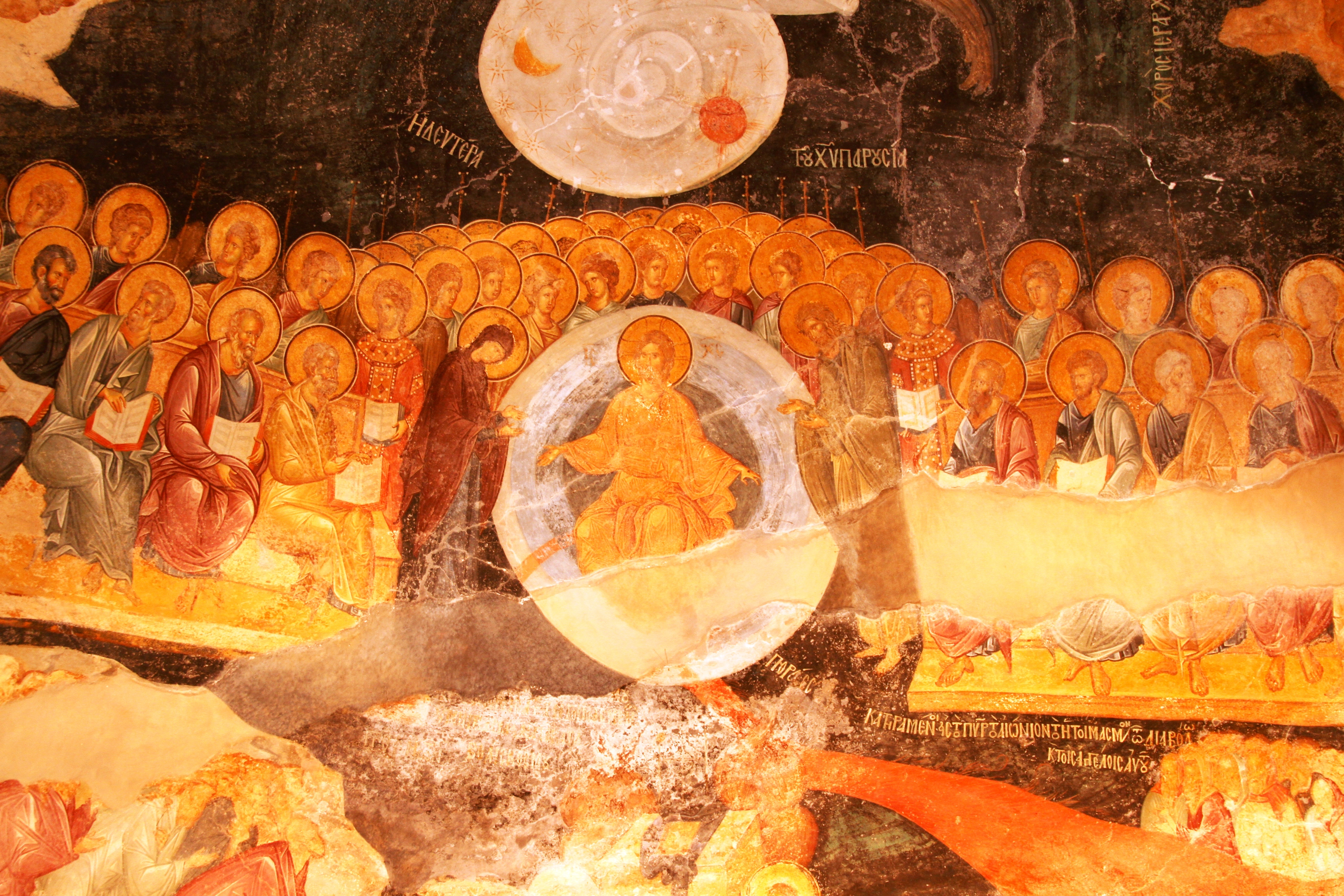
Fresco del juicio final de San Salvador en Chora (1315-1321).
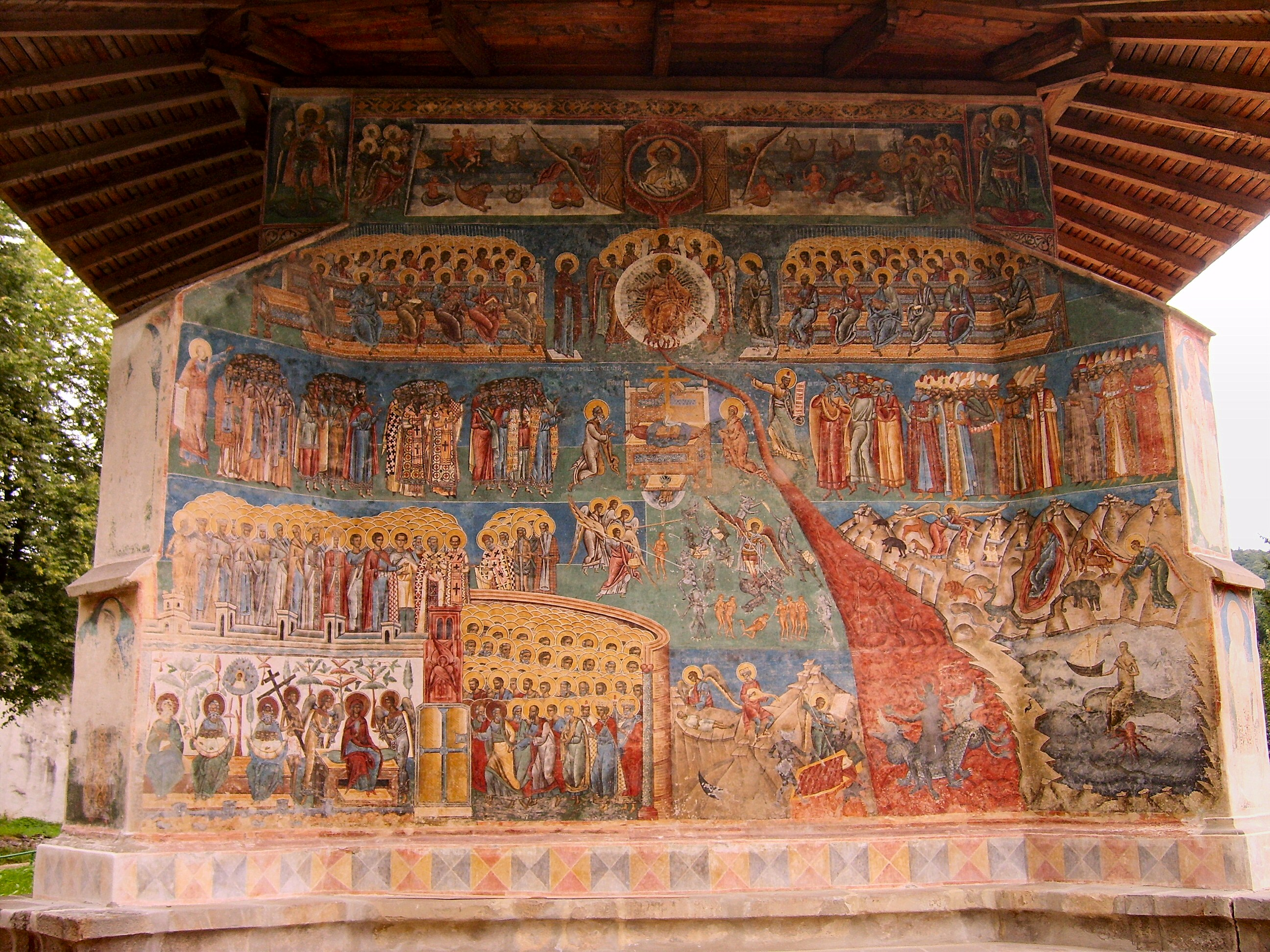
Fresco de la iglesia del monasterio de Voronet,[42] una de las iglesias de Moldavia declaradas Patrimonio de la Humanidad (1488-1547).
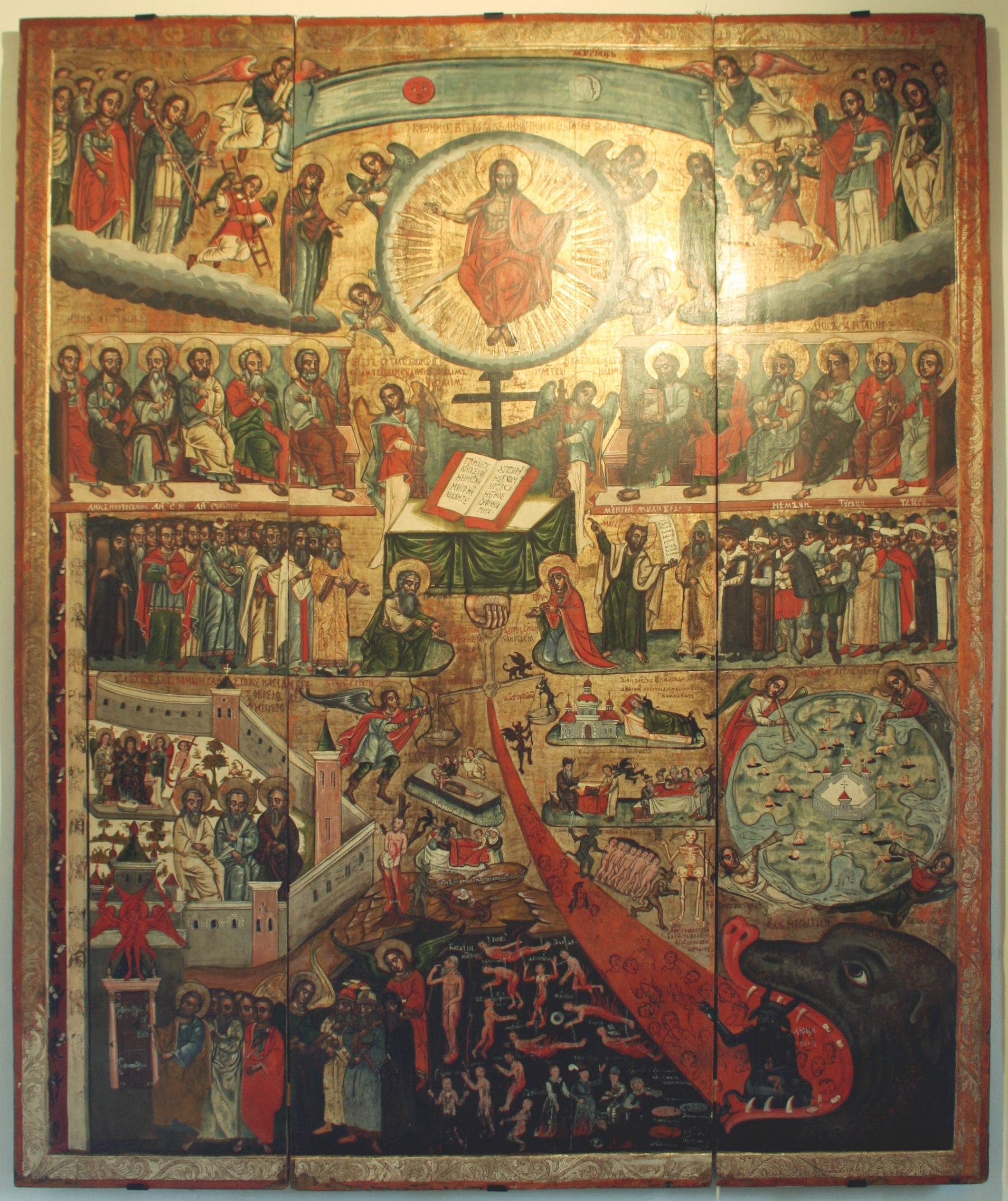
Icono polaco procedente de Lipie (primera mitad del siglo XVII).
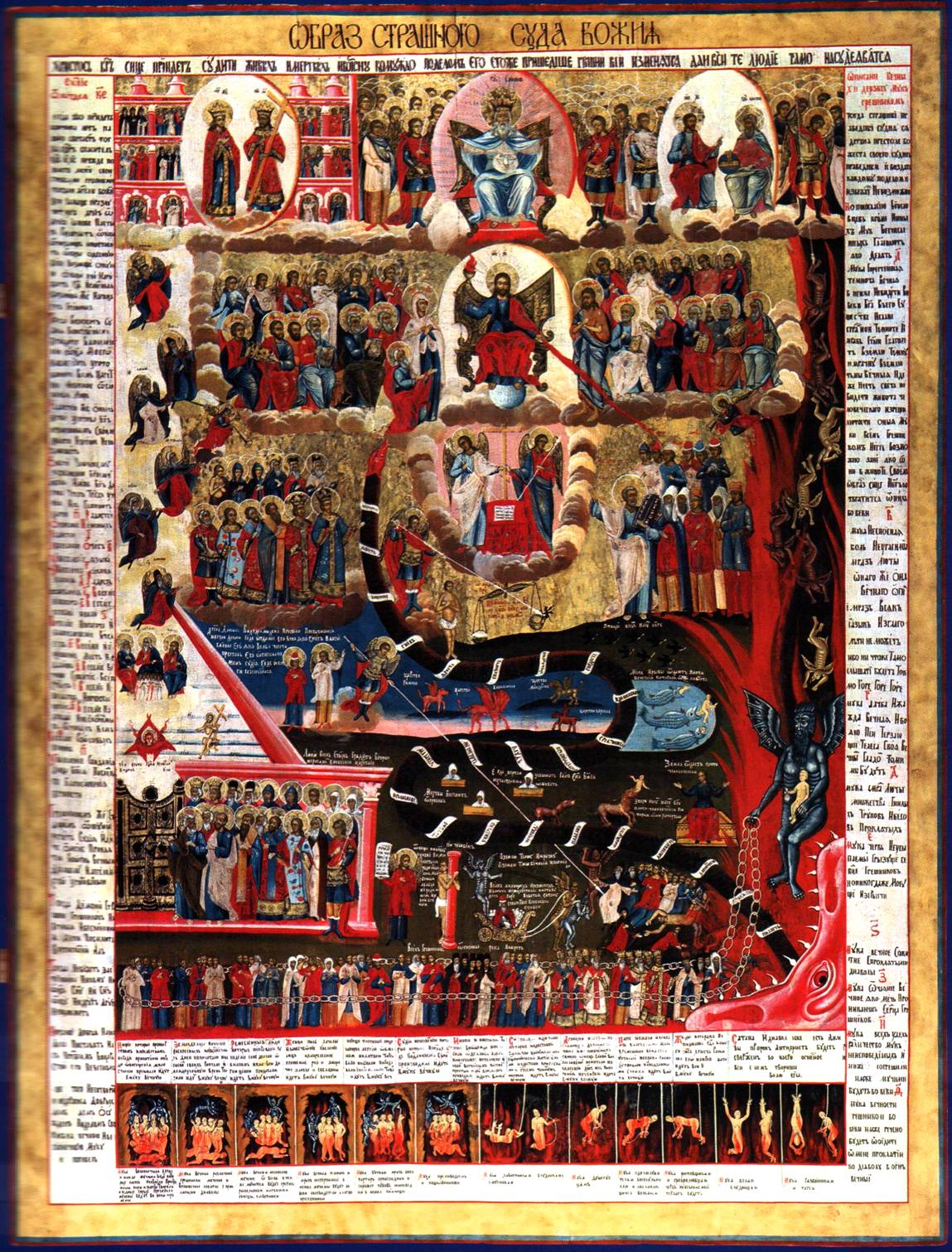
Icono ruso procedente de la región del Volga (siglo XVIII).

Plena Edad Media: Románico y Gótico inicial y pleno (siglos XI al XIII)

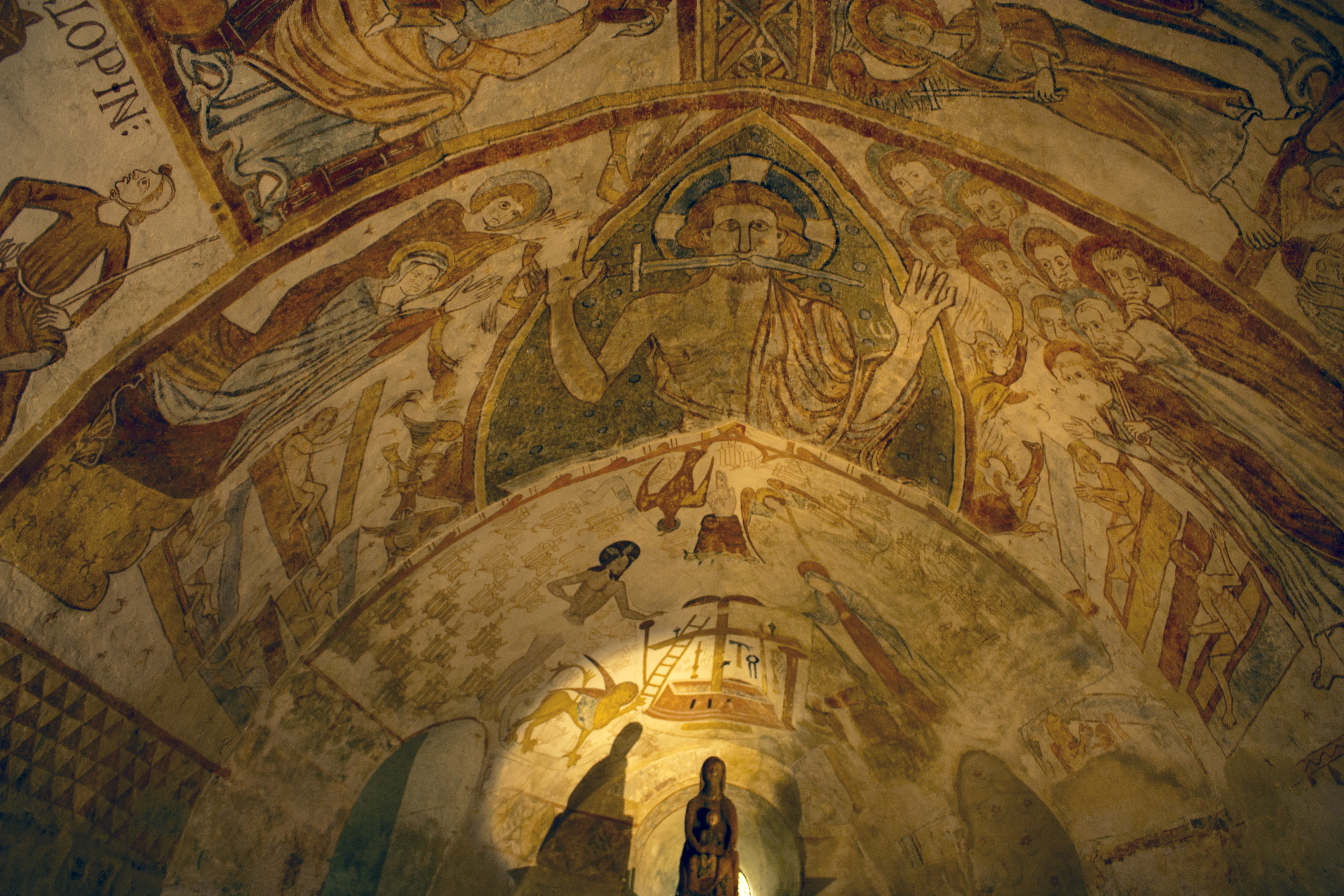
Fresco del juicio final de la cripta de la iglesia de Saint-Laurent et Notre-Dame de Gargilesse-Dampierre (siglo XI).
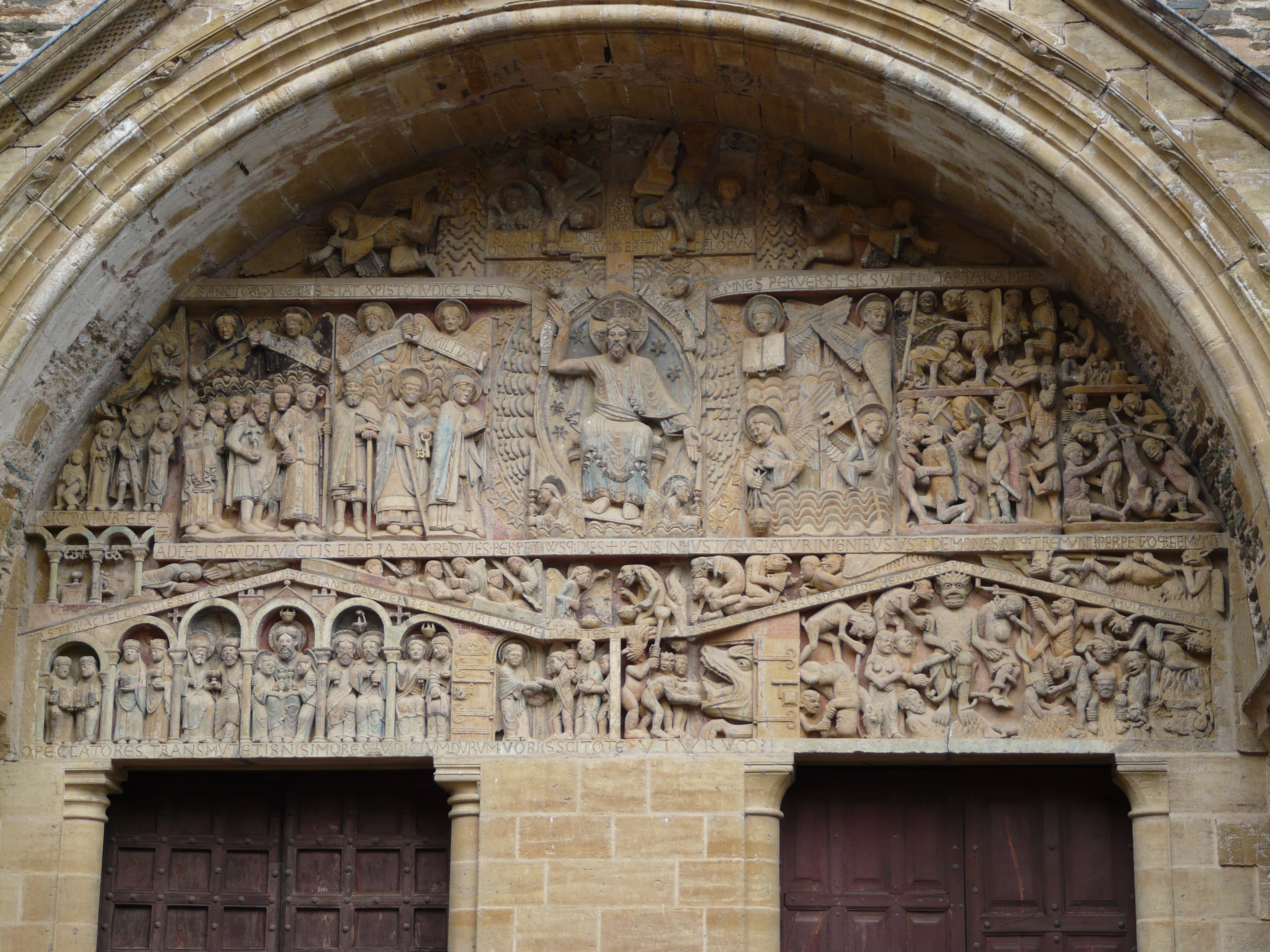
Tímpano de Santa Fe de Conques (finales del siglo XI).
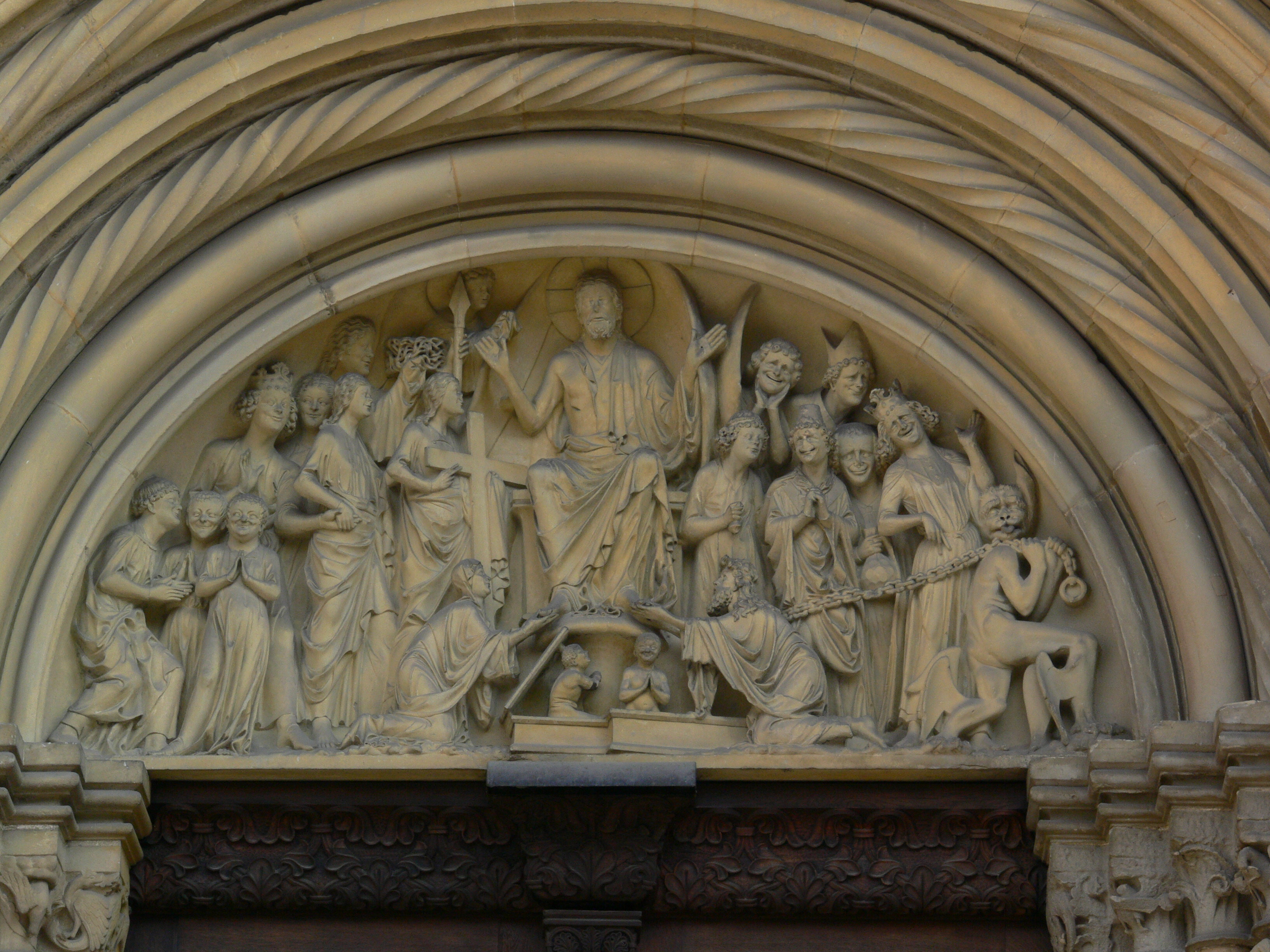
Fürstenportal de la Catedral de Bamberg (1185-1237).
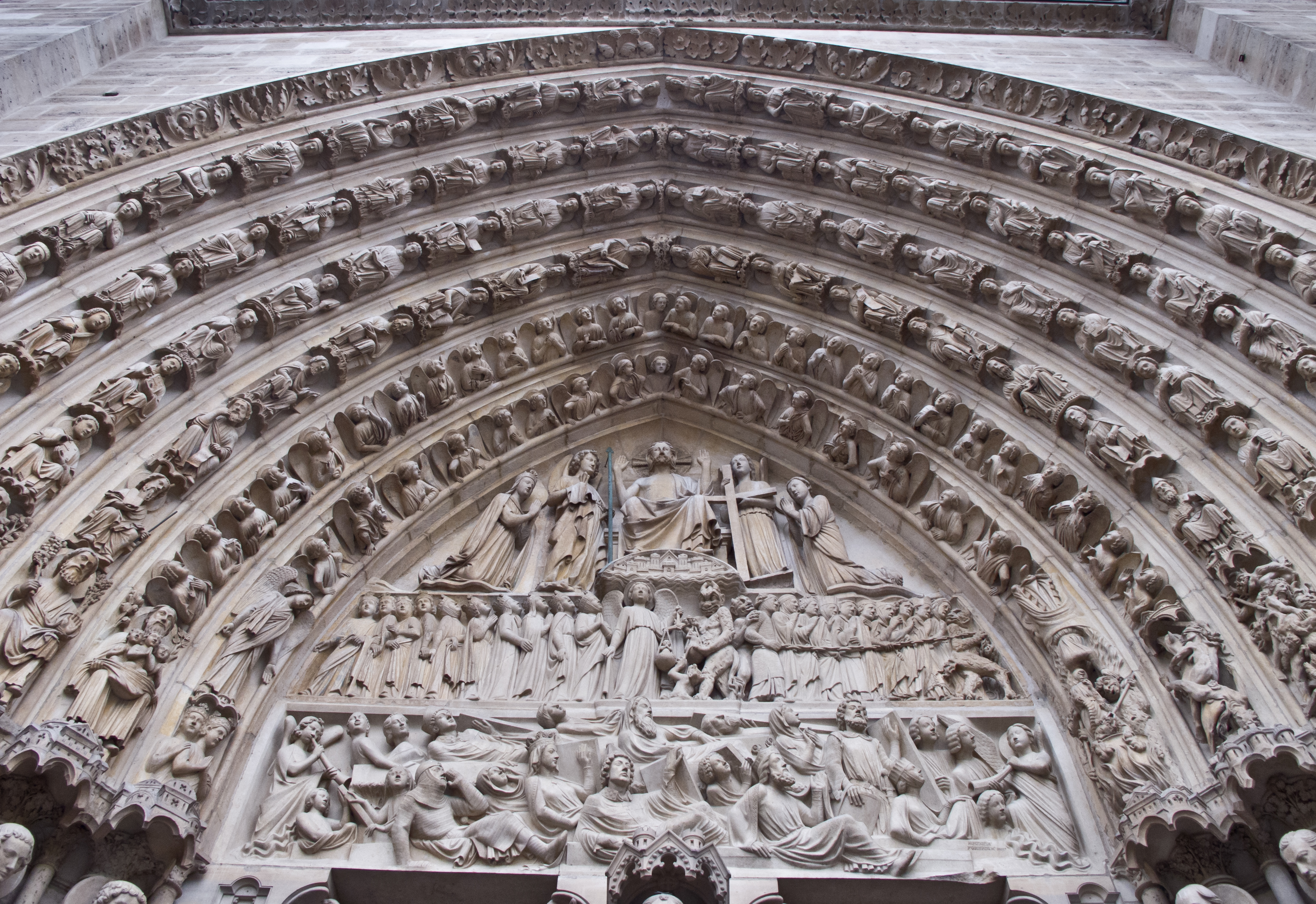
Pórtico del juicio final de la Catedral de Notre-Dame de París.
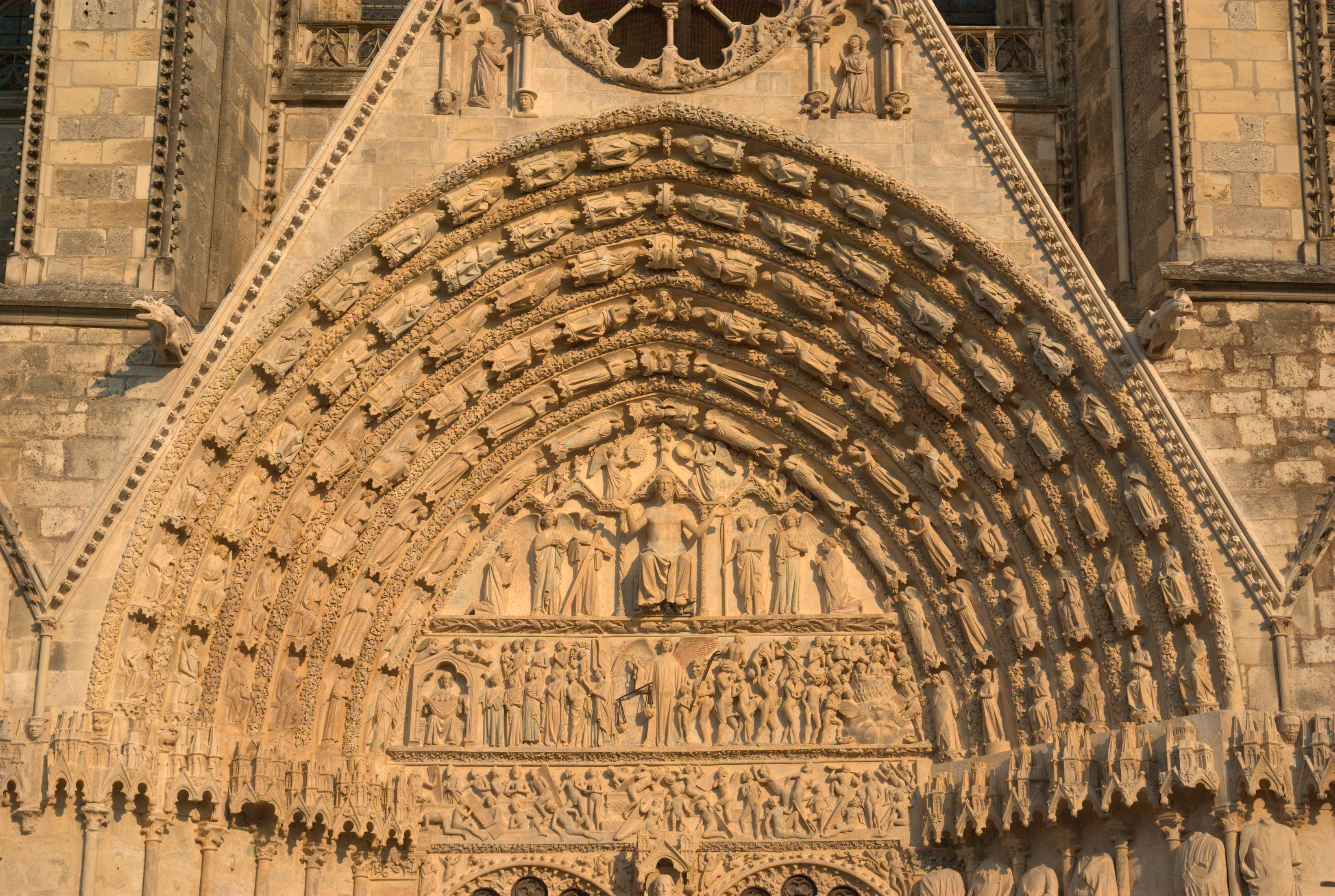
Catedral de Bourges.

Gótico final y Renacimiento inicial (siglos XIV y XV)

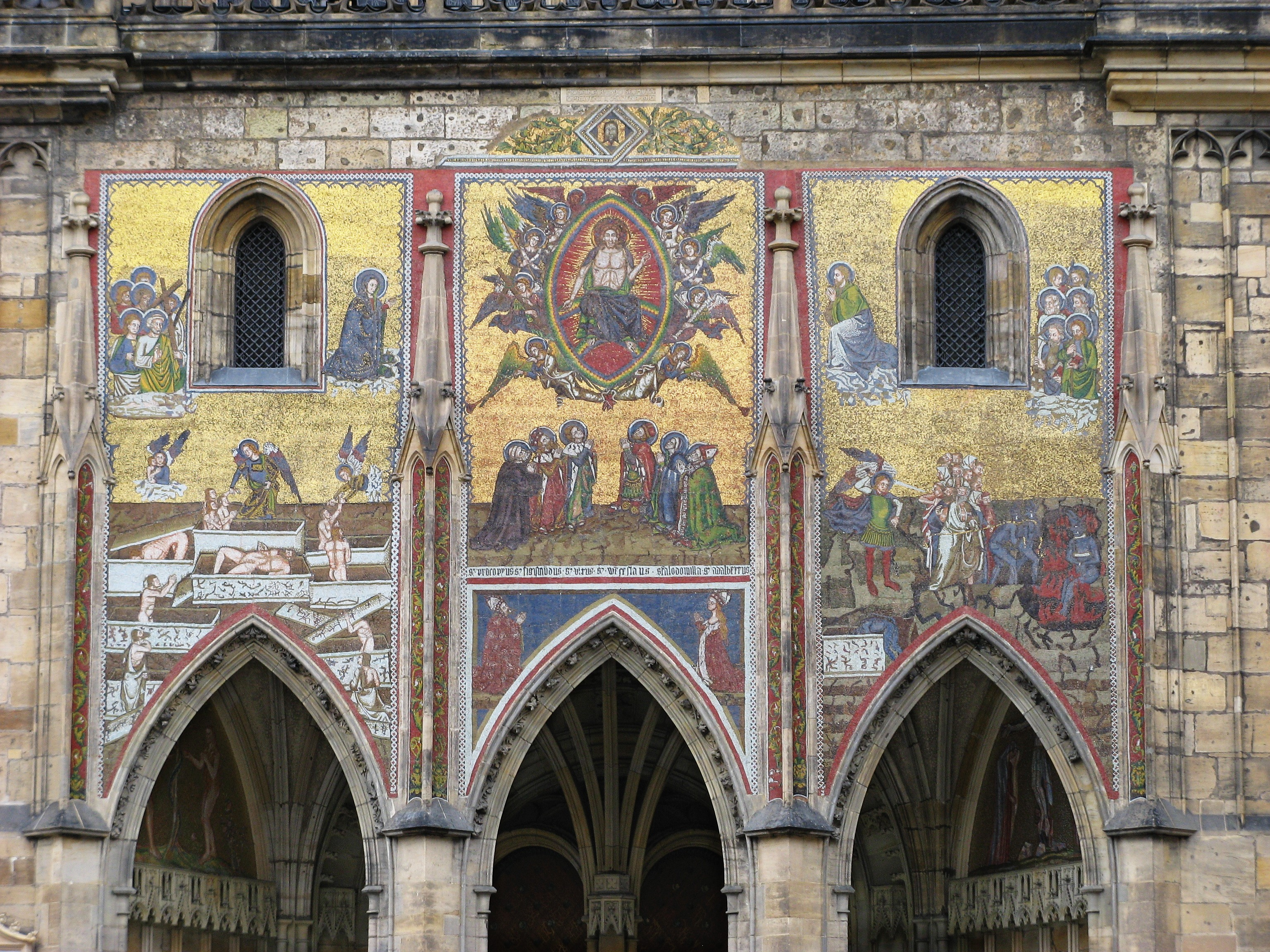
Mosaico de la Catedral de San Vito de Praga, de Niccoletto Semitecolo (siglo XIV).
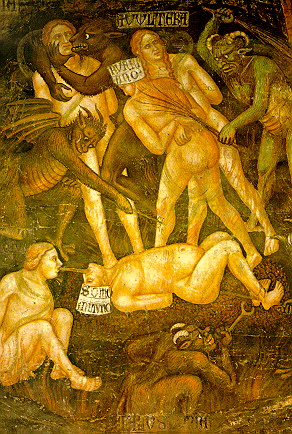
Fresco de la Catedral de San Gimignano, de Taddeo di Bartolo (finales del siglo XIV).
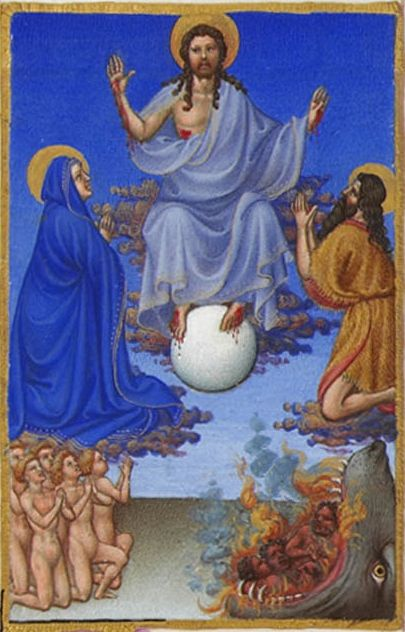
Ilustración de Las muy ricas horas del Duque de Berry, de los hermanos Limbourg (1410).
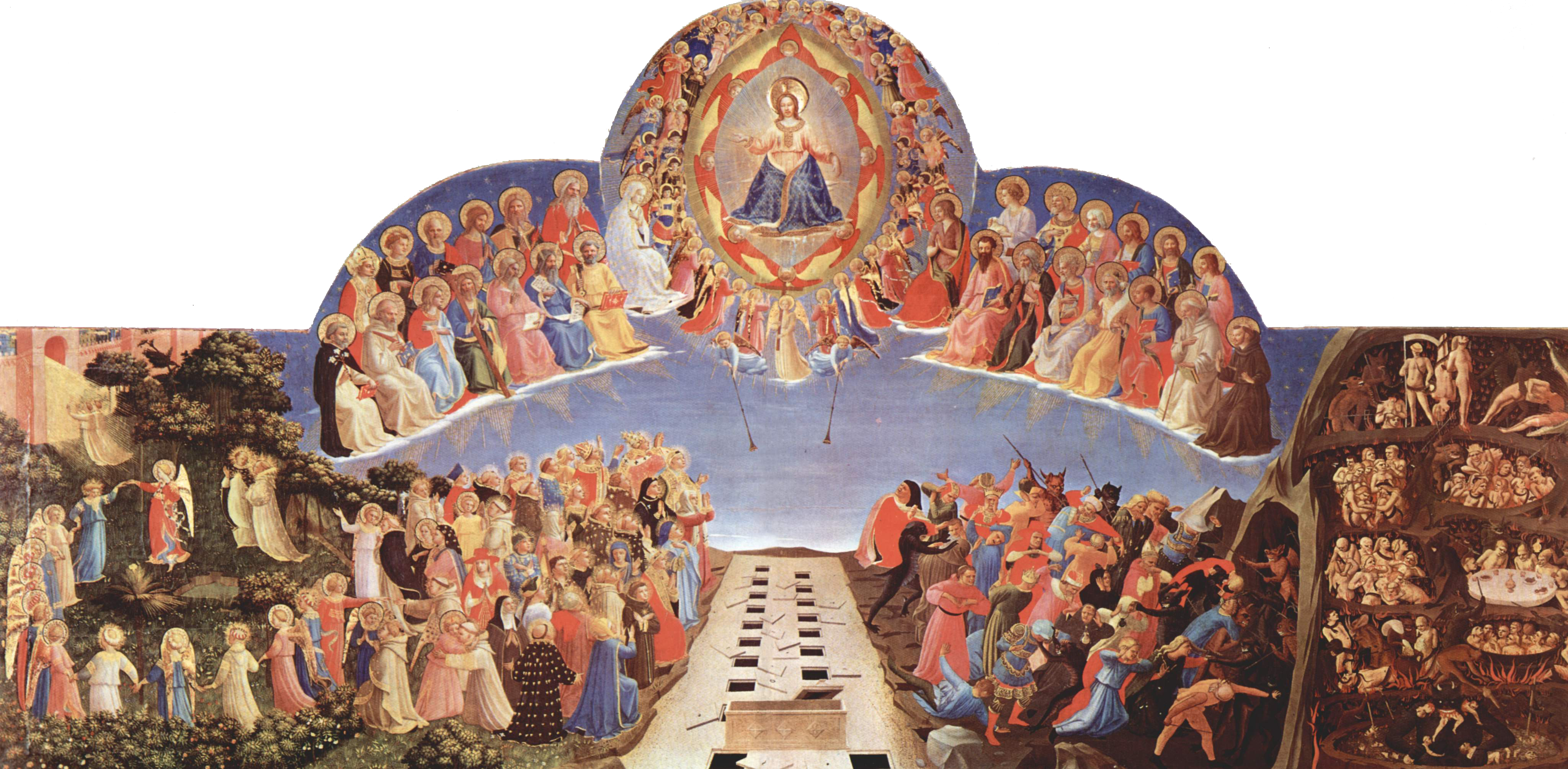
Fra Angelico (1435).
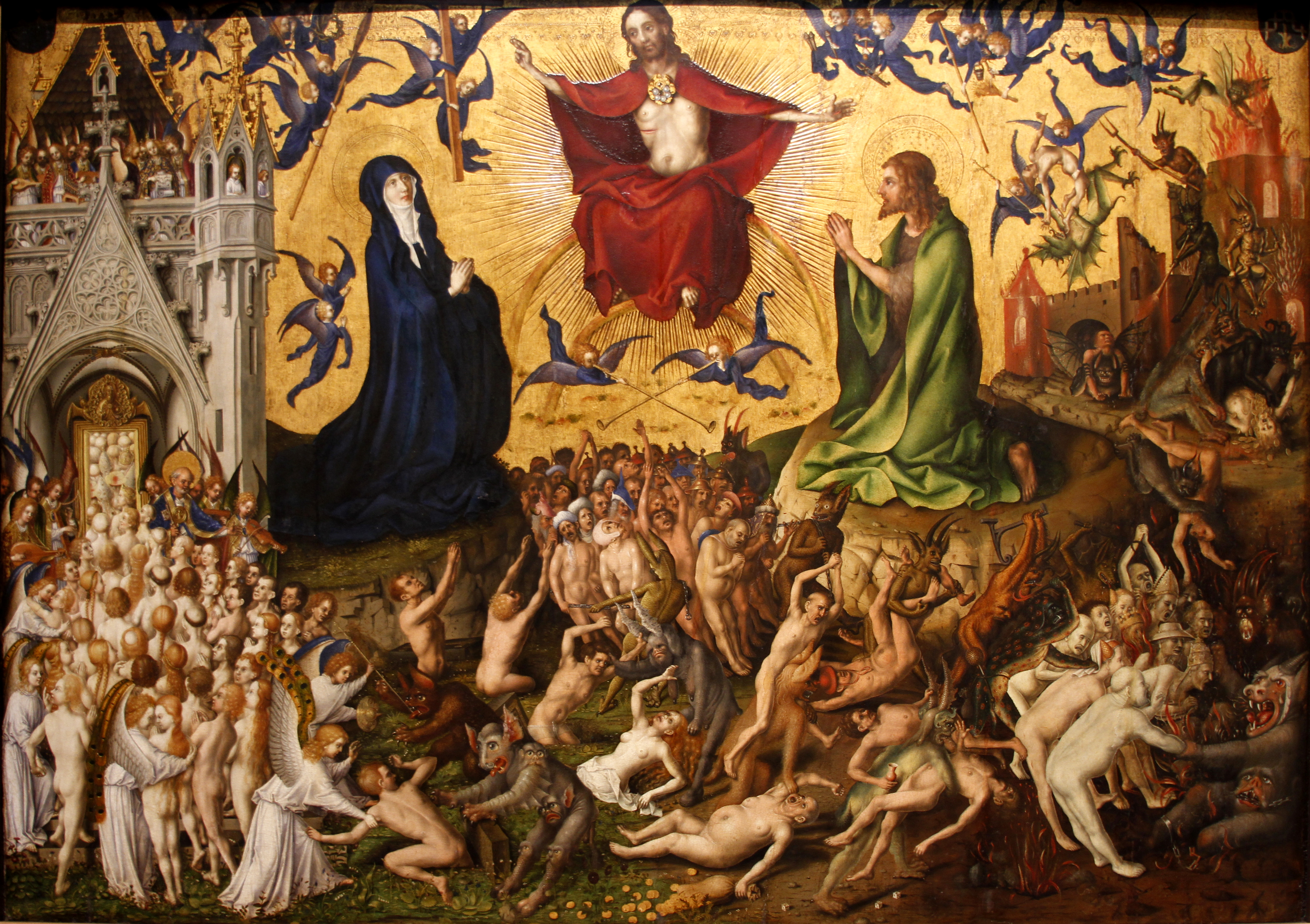
El juicio final, de Stefan Lochner (ca. 1435).
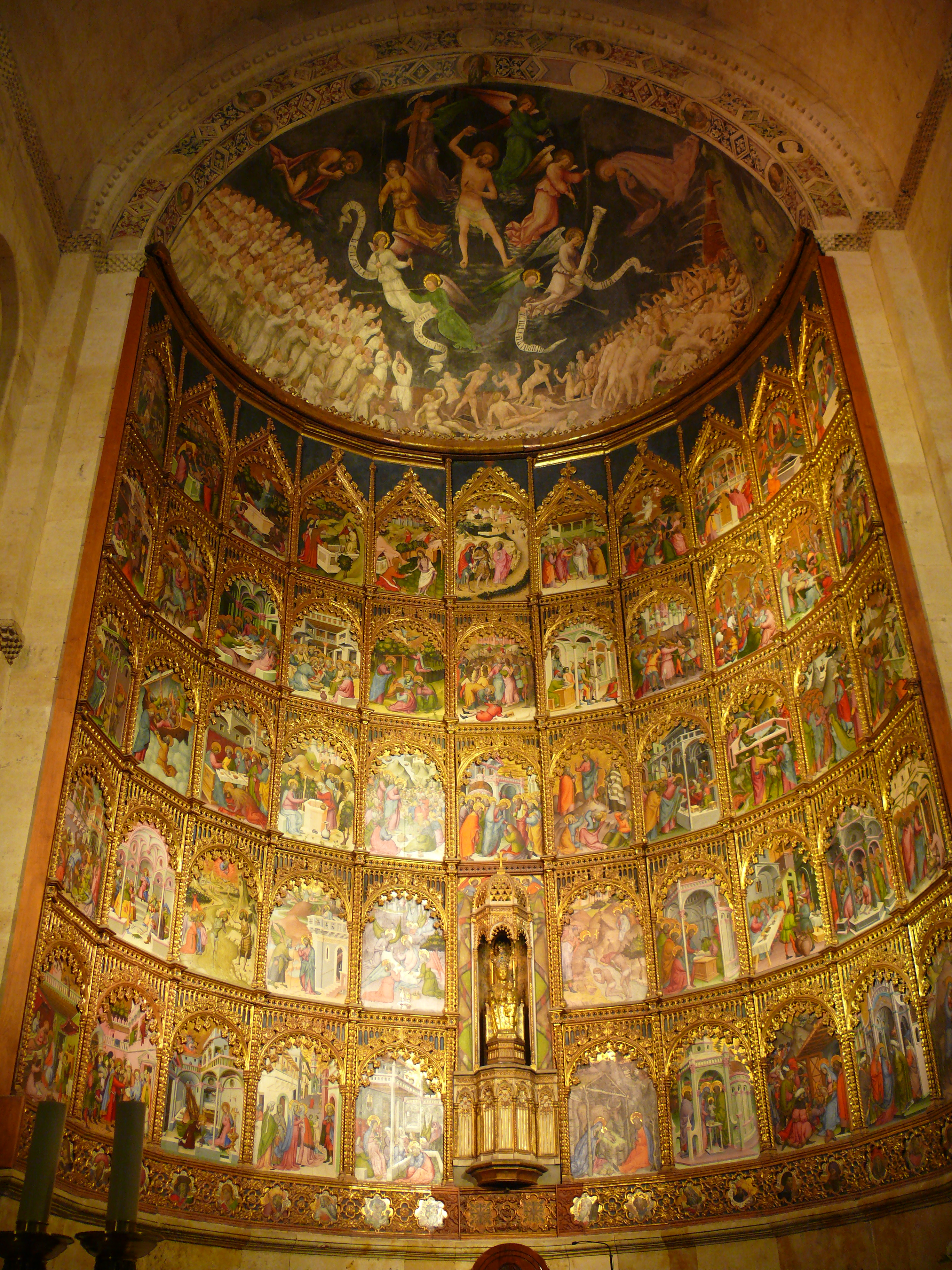
Retablo mayor de la Catedral Vieja de Salamanca, de Dello Delli (1430-1450).
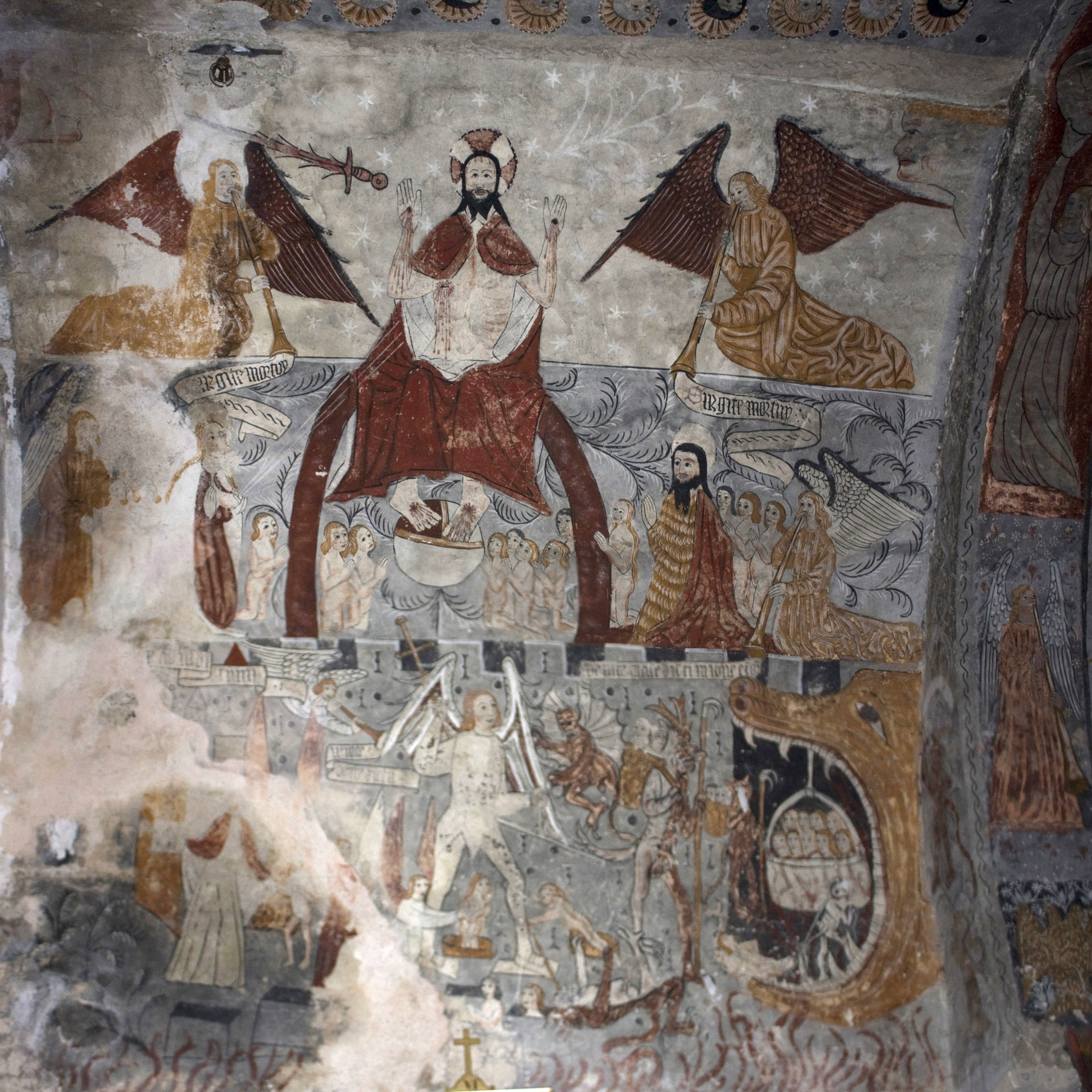
Fresco del juicio final de la iglesia de Santa Ana de Cazeaux de Larboust (segunda mitad del siglo XV).
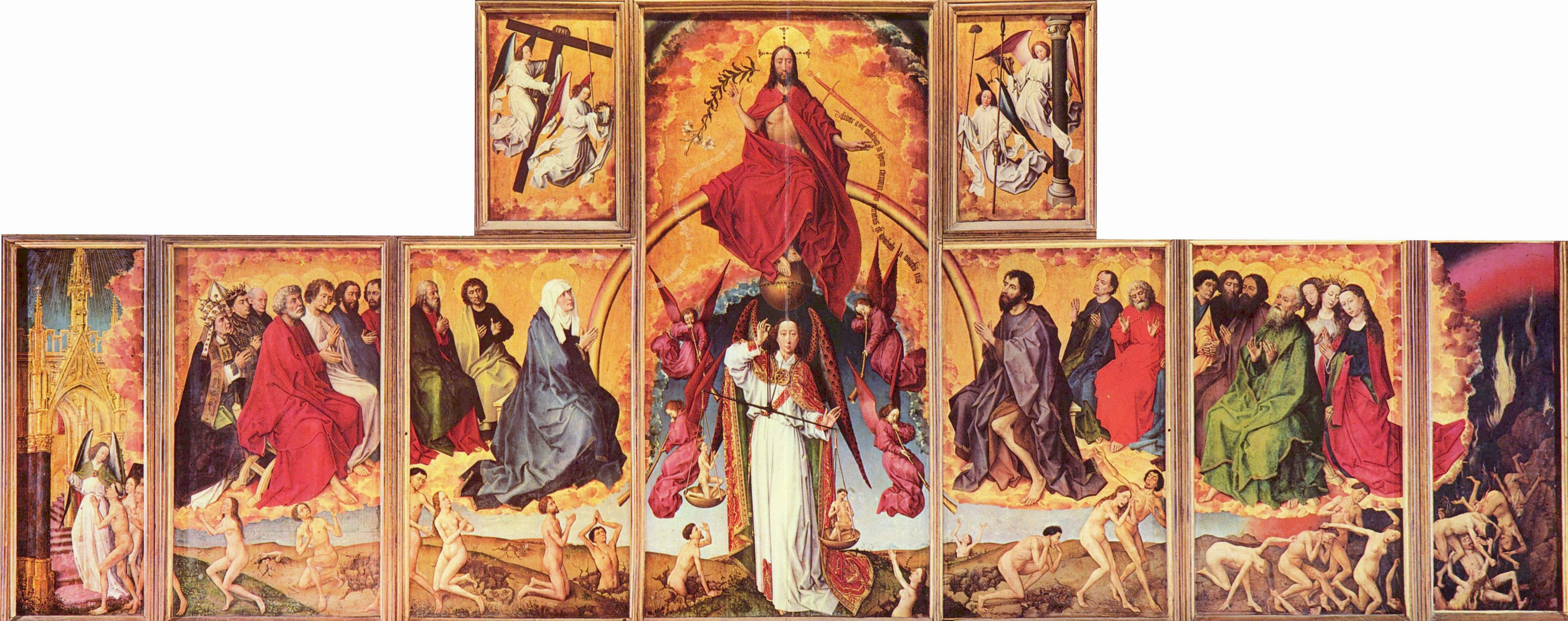
Políptico del juicio final, de Rogier van der Weyden (1451).
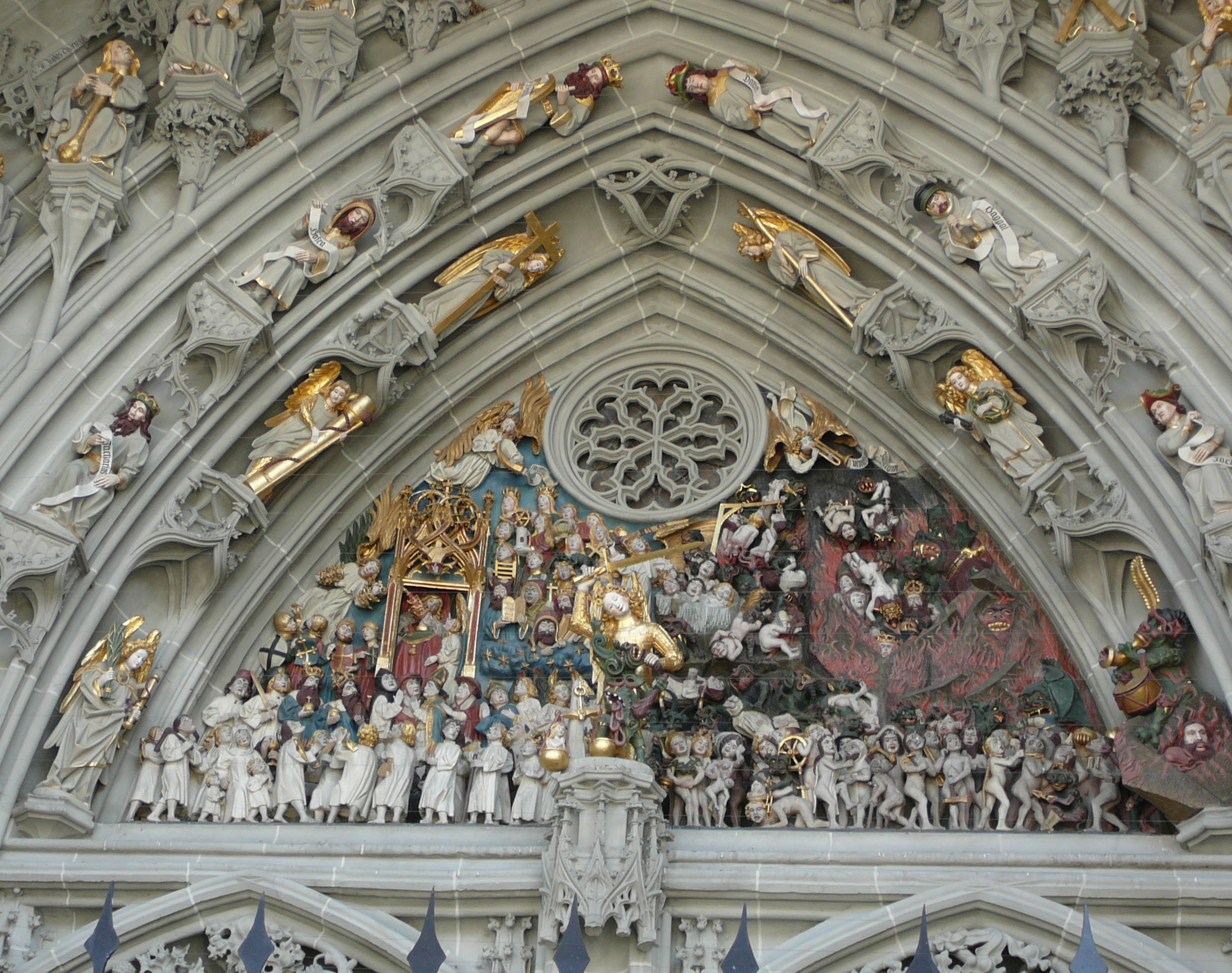
Pórtico del Juicio Final de la Catedral de Berna, de Erhard Küng (1460-1480).
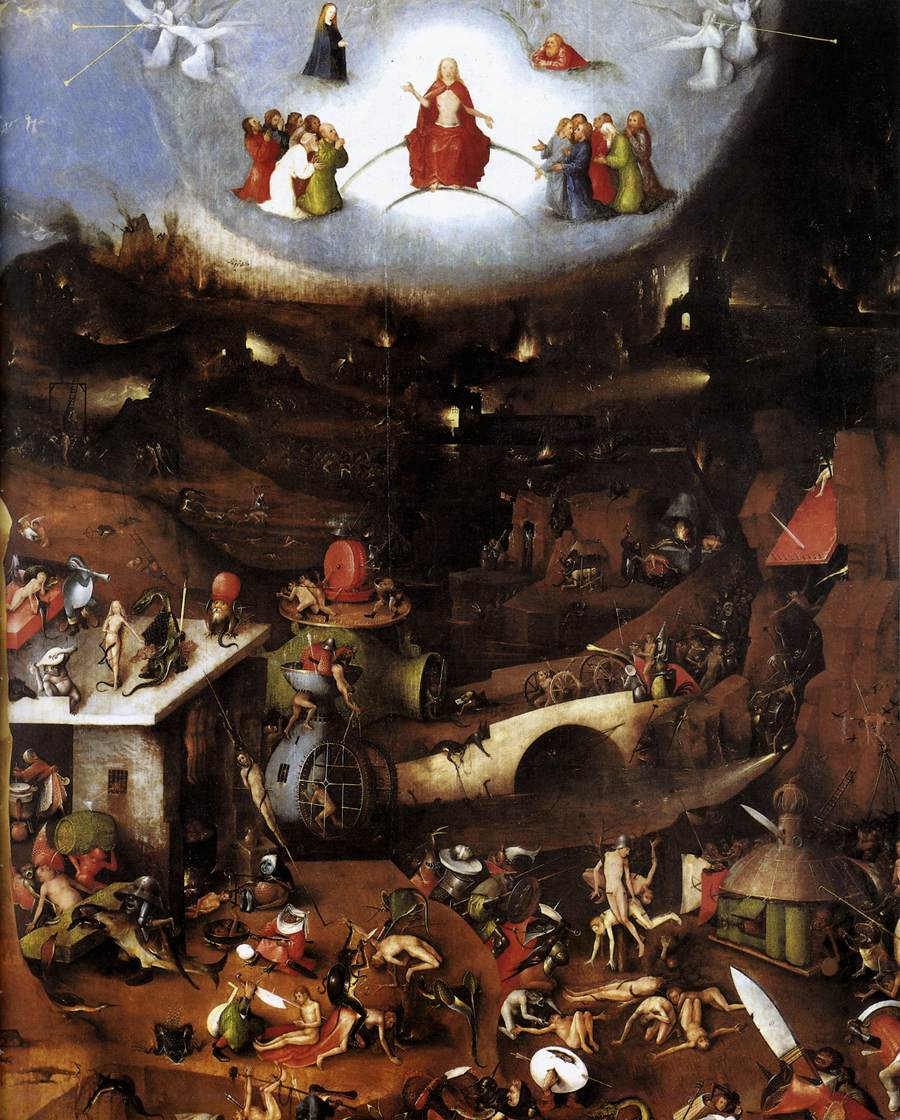
Tríptico del Juicio de Viena, de El Bosco (1482).
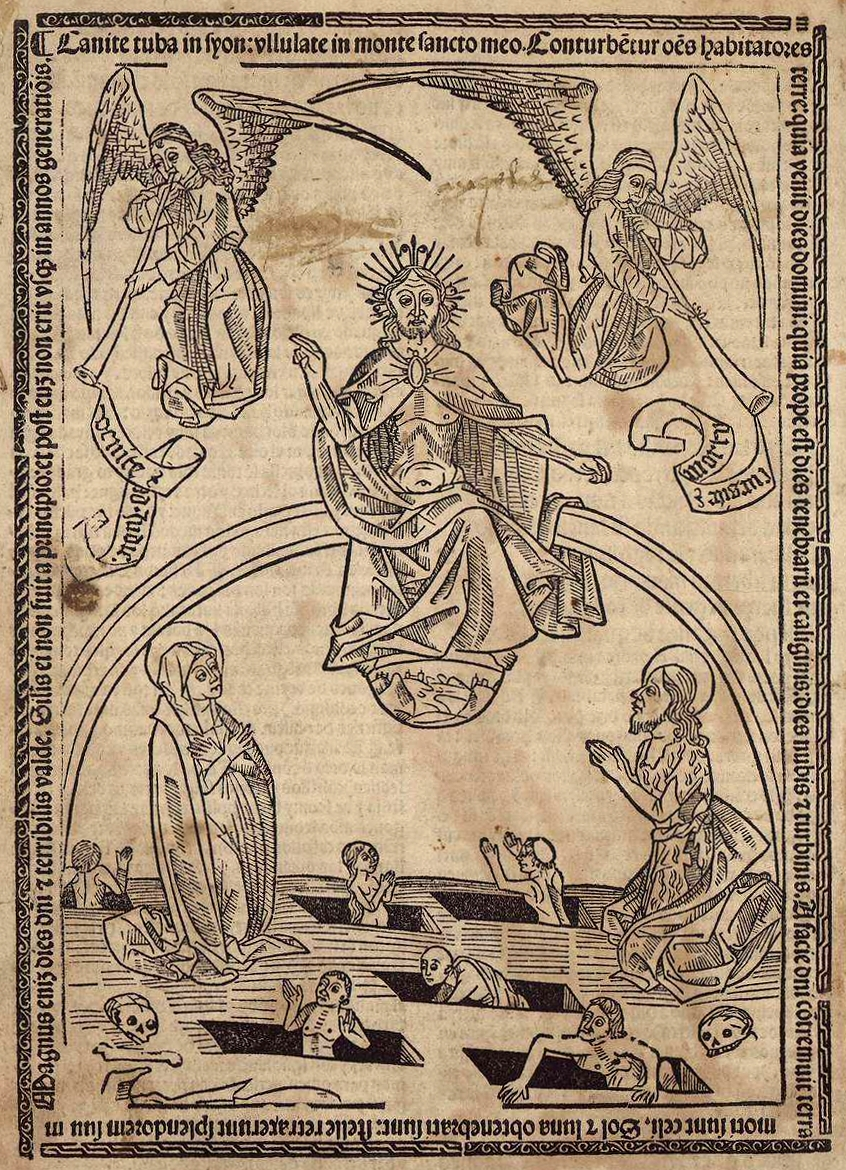
Grabado de ilustración al libro de Juan de Mena Coronación a don Iñigo López de Mendoza (1499).
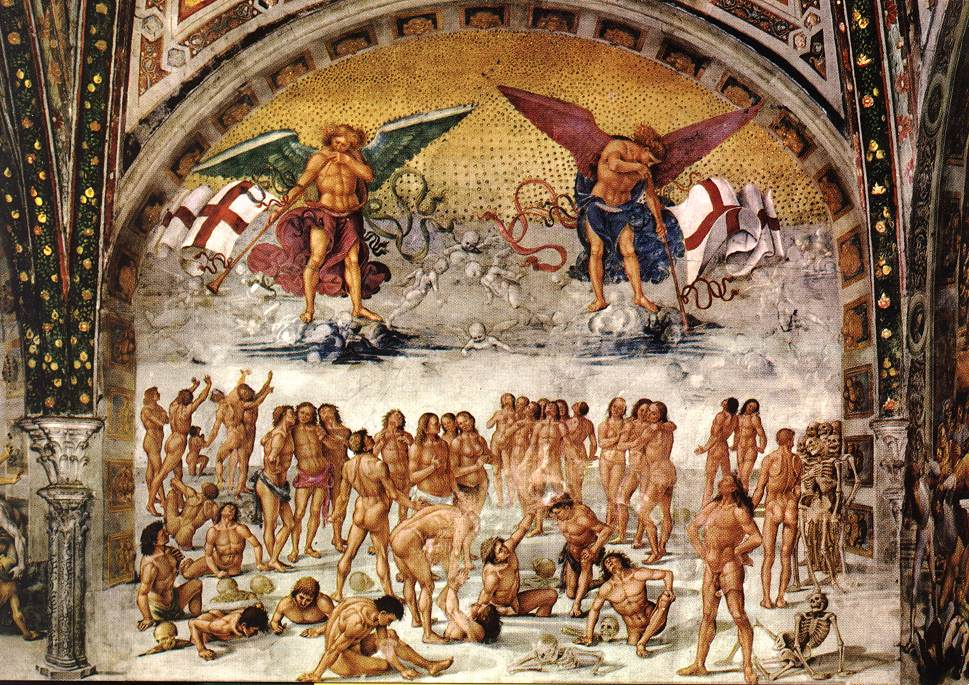
Luca Signorelli (1499-1502).
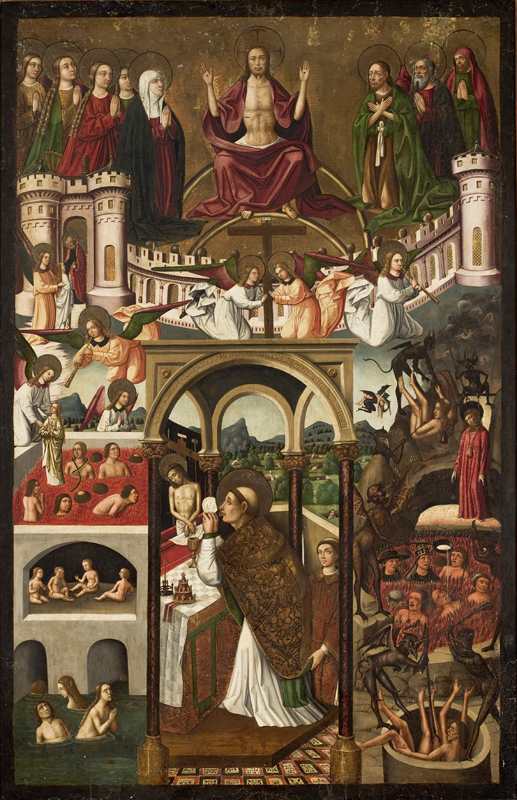
Maestro de los Artés (ca. 1500-1520).

Renacimiento pleno y Manierismo (siglo XVI)

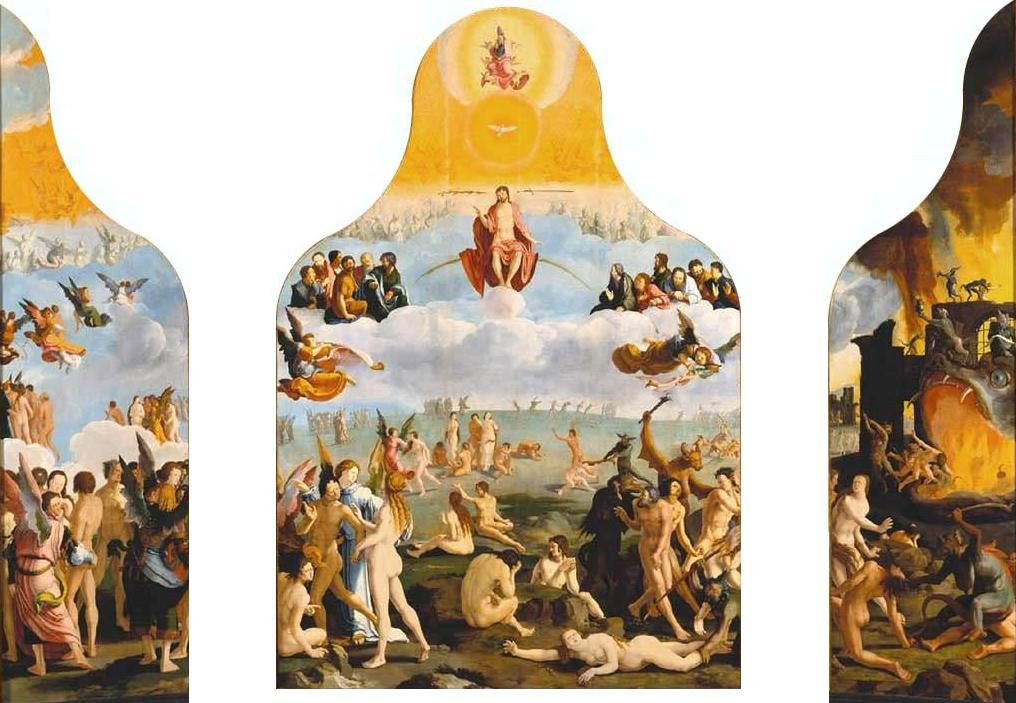
El juicio final, de Lucas van Leyden (1526).
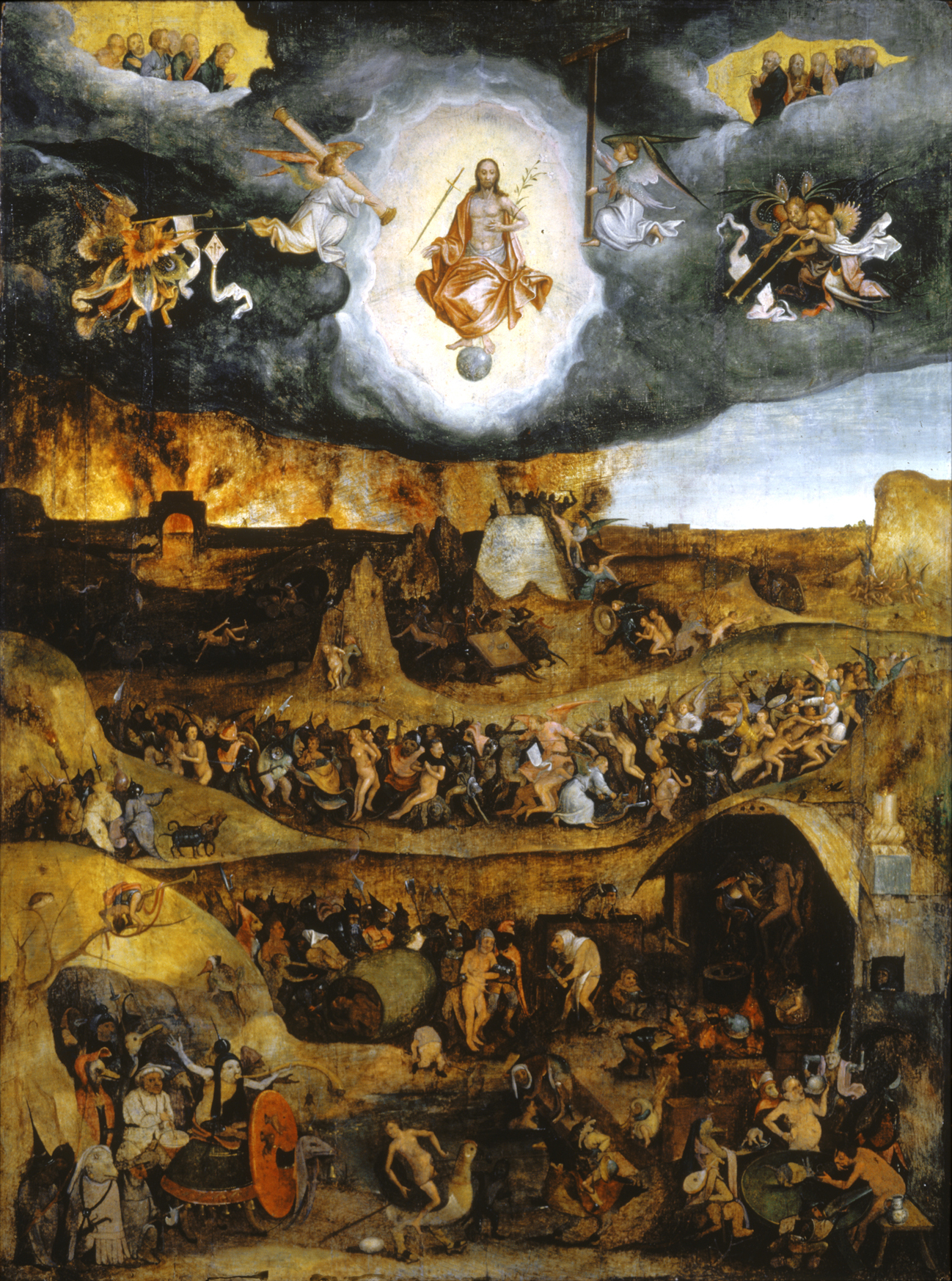
Pieter Huys (1555-1560).
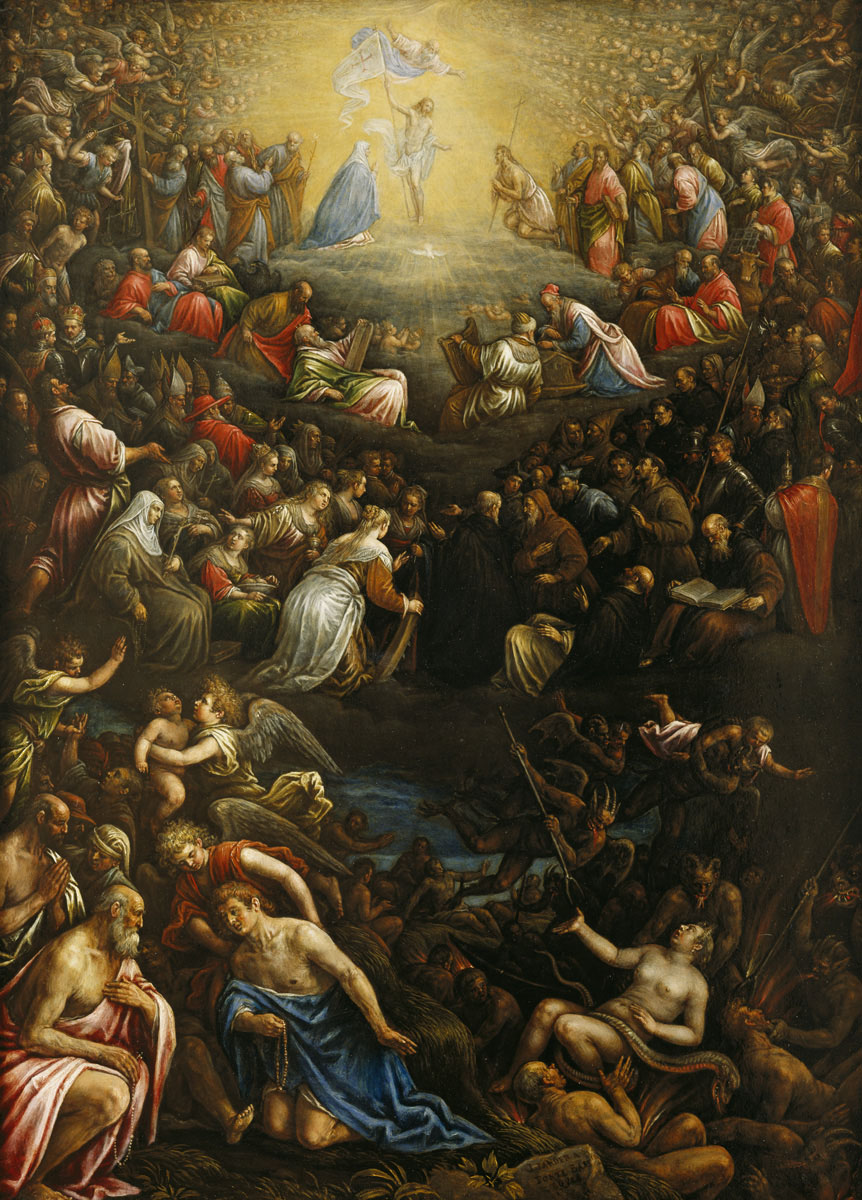
Leandro Bassano (1596-1605).
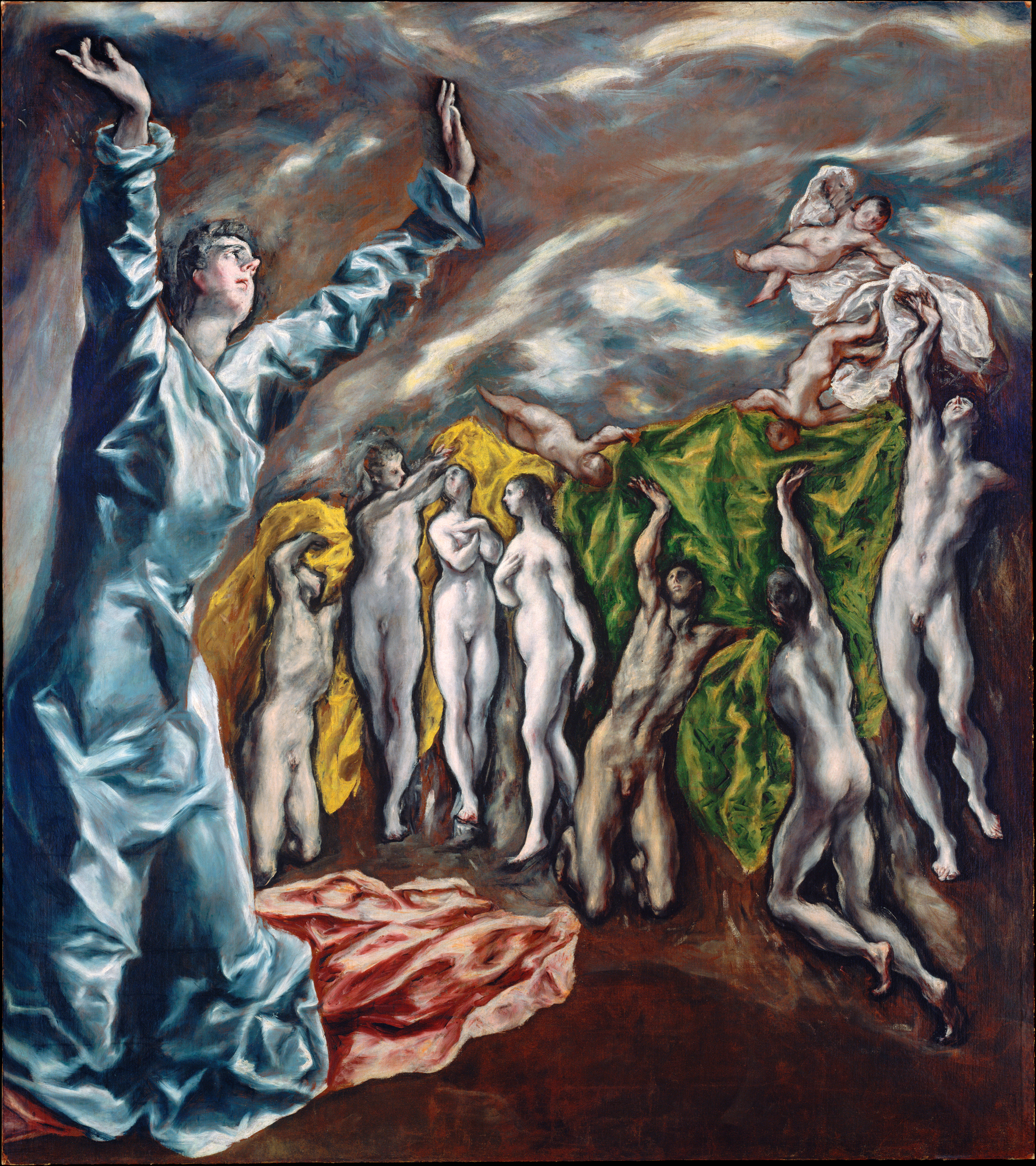
La visión de San Juan, de El Greco(1608-1614).

Arte contemporáneo